# 문화대혁명
무산계급문화대혁명(중국어 간체자: 无产阶级文化大革命, 정체자: 無産階級文化大革命, 영어: Great Proletarian Cultural Revolution) 또는 단순히 문화대혁명(文化大革命, 영어: Cultural Revolution) 또는 문혁(중국어: 文革, 병음: wéngé 원거[*])은 1966년 5월 16일의 5·16 공지부터 1976년 10월 6일 문혁사인방의 베이징정변까지 중화인민공화국에서 벌어졌던 대규모 파괴운동, 친위 쿠데타, 내란이다. 중국에서는 이 기간을 십년 동란(十年動亂)이라고 부르기도 한다.
자국의 문화를 자국민들이 스스로 멸절시키려 한 전례가 드문 대사건으로, 공산주의 체제의 내재적 폭력성과 경직성, 그리고 체제적 한계를 예시할 때 킬링필드, 대숙청, 대약진 운동, 고난의 행군, 차우셰스쿠의 인구 정책과 함께 빠짐없이 언급되는 역사적 사건 중 하나이기도 하다. 4대 성인 중 한 명인 공자가 모셔진 공묘와 동아시아에서 신으로 추앙받는 관우의 묘를 포함한 문화재들을 중국인 본인들의 손으로 때려부쉈다.
이 10년 동안의 운동으로 인해 중국의 온갖 지식인들과 수천년의 문화재가 상당수 희생되었으며, 그 대상이 누구인지 무엇인지는 겨우 남아 있는 기록으로 추정해야 할 정도이다. 문화와 혁명이라는 단어로 인해 단어 자체만 놓고 보면 르네상스처럼 '문화가 엄청난 혁명을 거쳐 발전한 시기'라는 뜻으로 오해할 수도 있으나, 문화대혁명은 표현과 달리 사실 국가의 역사와 문화를 완전히 파괴한 초규모의 반달리즘이다.
문혁 시기에는 다양한 사상들이 모순적으로 뒤섞여 표출되었기에 사회학적으로 흥미로운 연구 주제로 손꼽히기도 한다. 특히 반봉건을 외치며 마오쩌둥을 봉건적으로 신격화하고, 그 마오쩌둥은 반제국주의를 외치면서도 중소 분쟁이 일자 재빨리 노선을 바꿔 미국과 협상하고 오히려 국수주의를 반동으로 치부하는 행패를 보였다. 문혁의 악영향은 지도부 대부분이 조롱과 유배를 당하는 피해를 입은 중국 공산당도 인지하고 있기에 현재까지도 흑역사로 인식되고 있다.

## 개요
문화대혁명의 형식상 표면에 내세운 구실은 "회생하려는 전근대성 문화와 시장 정책 문화를 비판하고 더욱 새로운 공산주의 문화를 창출하자!"라는 정치·사회·사상·문화 개혁 운동이었지만, 실질로는 대약진 운동이 크게 실패한 탓에 정권 중추에서 잠시 물러난 마오쩌둥이 자신의 재부상을 획책하기 위해 프롤레타리아 민중과 학생 폭력 운동을 동원해 시장 회생파를 공격하고 죽이려고 몰아간 마오쩌둥파와 덩샤오핑파 간의 권력 투쟁을 겸하였다.
이 운동은 1966년 5월 16일 중국 공산당의 중앙위원회 주석이었던 마오쩌둥의 제창으로 시작되었다. 그는 부르주아 계급의 자본주의와 봉건주의, 관료주의 요소가 공산당과 중국 사회 곳곳을 지배하고 있으니 이를 제거해야 한다고 주장하였다. 또한 중국의 청년 학생들과 민중들이 사상과 행동을 규합해 인민민주독재를 더욱 확고히 실현시키 위해 "혁명 후의 영구적 계급 투쟁"을 통해 이런 것들을 분쇄시켜야 한다고 하였다. 이는 중국 전역에서 벌어진 홍위병의 움직임으로 구체화되었다. 마오가 문혁을 제창하게 된 동기는 노선을 변경한 소련의 잘못된 수정주의가 중공에서도 재연되는 것을 방지하고 중국에서 더욱 이상적인 공산국가를 건설하기 위한 것이라고 공식적으로 천명하였다. 한편, 마오쩌둥 자신이 시도한 대약진 운동에서 파멸적인 결과를 빚어 당에 대한 권력과 영향력이 덩샤오핑과 류샤오치에게 넘어가려하자, 극좌적 계급투쟁 형식을 빌어 이를 선회하기 위해 시도한 것이라는 것도 통설이다. 1969년 마오는 공식적으로 문혁이 끝났다고 선언하였고 학생과 노동 운동가들 일부를 체포하였으나, 사실상 1976년 마오쩌둥의 죽음과 사인방의 체포까지 벌어졌던 일련의 여러 혼돈과 변혁을 통틀어 길게 문혁기간이라고 지칭하는 것이 일반적이다.
문화대혁명으로 인해 수십만에서 2천만에 이르는 추정 사망자가 발생하였다. 베이징의 "붉은 8월"을 시작으로 광시 대학살 (대규모 식인 풍습 발생), 내몽골 사건, 광동 대학살 등 중국 본토 전역에서 학살이 일어났다. 문혁은 대개의 중국인들이나 외부인 심지어는 중국 공산당 내에서도 국가적 재난이라고 간주되고 있다. 중국 공산당은 1981년에 이를 마오의 과오가 크다고 공식적으로 발표하였으며, 린뱌오와 사인방도 주요 책임자로 지목되었다.

## 정치적 배경

### 중화인민공화국의 사상 정화 운동
1949년 신민주주의 혁명으로 중화인민공화국이 수립된 이후 중국공산당이 실시한 여러 개혁정책은 중국사회에 커다란 변화를 초래하였다. 그리고 이전의 지배층들은 "반동분자"의 낙인이 찍혀 재산 및 모든 기득권을 잃는 것은 물론, 처형되거나 수용소에 감금되었다. 본인뿐만 아니라 가족들도 이런 와중에서 무사할 수 없었다. 그러나 중국에는 무산계급 독재 혁명투쟁에 나서지 않았음에도 공산당 집권 후 사상개조를 받고 관리층이나 학자층, 지배층에 계속 머무르고 있던 이들이 꽤 많았다.
중국공산당은 이렇게 사회 변화로 인해 새롭게 지배계급이 된 무산계급의 불만과 권력욕을 해결하고 당내의 불순요소를 제거하는 방법으로 대규모의 사상정화운동을 주기적으로 실시하였다. 그리하여 문화 대혁명 이전에도 공산당이 지도한 사상정화운동이 있었으며, 그 방법론은 집권하기도 전인 1930년대 말에 벌인 연안(延安)에서의 정풍운동에서 이미 정립되어 있었다. 즉 이런 군중 운동들에서 초기에는 무산계급 독재를 위한 "올바른 사상의 함양"을 외치던 것이, 후기로 접어들면 전투적이고 공격적인 당내 투쟁으로 번졌고, "반혁명세력" 및 "우파"를 숙청하는 것으로 확대되는 식이었다.

### 흐루쇼프의 평화 공존 정책과 중소 분열
1953년 스탈린 사후 집권한 소련의 흐루쇼프는 전임 지도자였던 스탈린을 경제를 망친 독재자로 규정하고 국가적으로 스탈린 격하운동을 벌였다. 또한 "평화 공존 정책"을 부르짖으며 서방과 화해를 모색했다. 전 세계 공산주의의 최고지도자로 여겼던 스탈린이 격하되는 모습은 마오쩌둥을 비롯한 중국지도자들에게 충격이었다. 뿐만 아니라 마오쩌둥은 서방 제국주의세력을 제3세계에서 몰아내기 위해서는 강한 혁명이 필요하며 "핵전쟁"도 불사해야한다는 입장이었기 때문에 평화공존에 대해서도 반대했다.
1956년에 일어난 헝가리 반소 봉기와 폴란드 반소 봉기로 인해 소련의 공산주의권의 지도력에 대해 중국은 의구심을 가졌고, 중화인민공화국이 건국된 이래 소련을 추종해왔던 중국의 외교방침을 회의적으로 보게 되었다. 또한 소련은 1962년에 벌어진 중인국경분쟁에서 인도를 지지하였으며, 이는 중국측을 크게 실망시켰다.
중국은 1950년 이후 한국전쟁에 참전하기 위해 MiG-15 제트전투기와 같은 최신 무기를 소련에서 구매했는데, 소련이 공산주의 우방국의 혜택을 주지 않고 중국에 거액을 청구하여 중국측을 격분시켰다. 또한 소련은 중국에 약속한 군사원조와 경제원조를 취소했으며, 이때문에 인민해방군의 현대화와 중국의 산업화는 차질을 빚게 되었다. 이러한 일련의 과정들을 두고 중국의 지도자들은 흐루쇼프가 스탈린을 격하하면서 벌어진 일이 아닌가 하고 의심하기 시작하였다.
이오시프 스탈린에 대한 격하 운동은 중국 공산당 수뇌부들에게도 경각심과 긴장감을 주었다. 당 간부들은 언제든 자신도 격하되거나 비판받을 수 있다며 술렁였고, 마오쩌둥은 소련이 공산주의 노선에서 어긋나고 있다고 지적했다.
결국 마오는 흐루쇼프를 "수정주의자"라고 규정하였고, 소련은 "공산전체주의 국가" (공산주의의 탈을 쓴 전체주의) 또는 좌파를 빙자한 파시즘 국가라고 비난하게 되었다. 또한 소련과 같은 인민이 소외된 관료제에 대해서도 매우 부정적이었다. 그리하여 마오는 중국이 관료의 영향력 하에서 소련의 "잘못된 길"을 따라가고 있기 때문에, 이를 바로잡기 위해서는 대중적 사상운동이 필요하다고 생각하게 된 것이다.

### 마오쩌둥과 류샤오치의 갈등

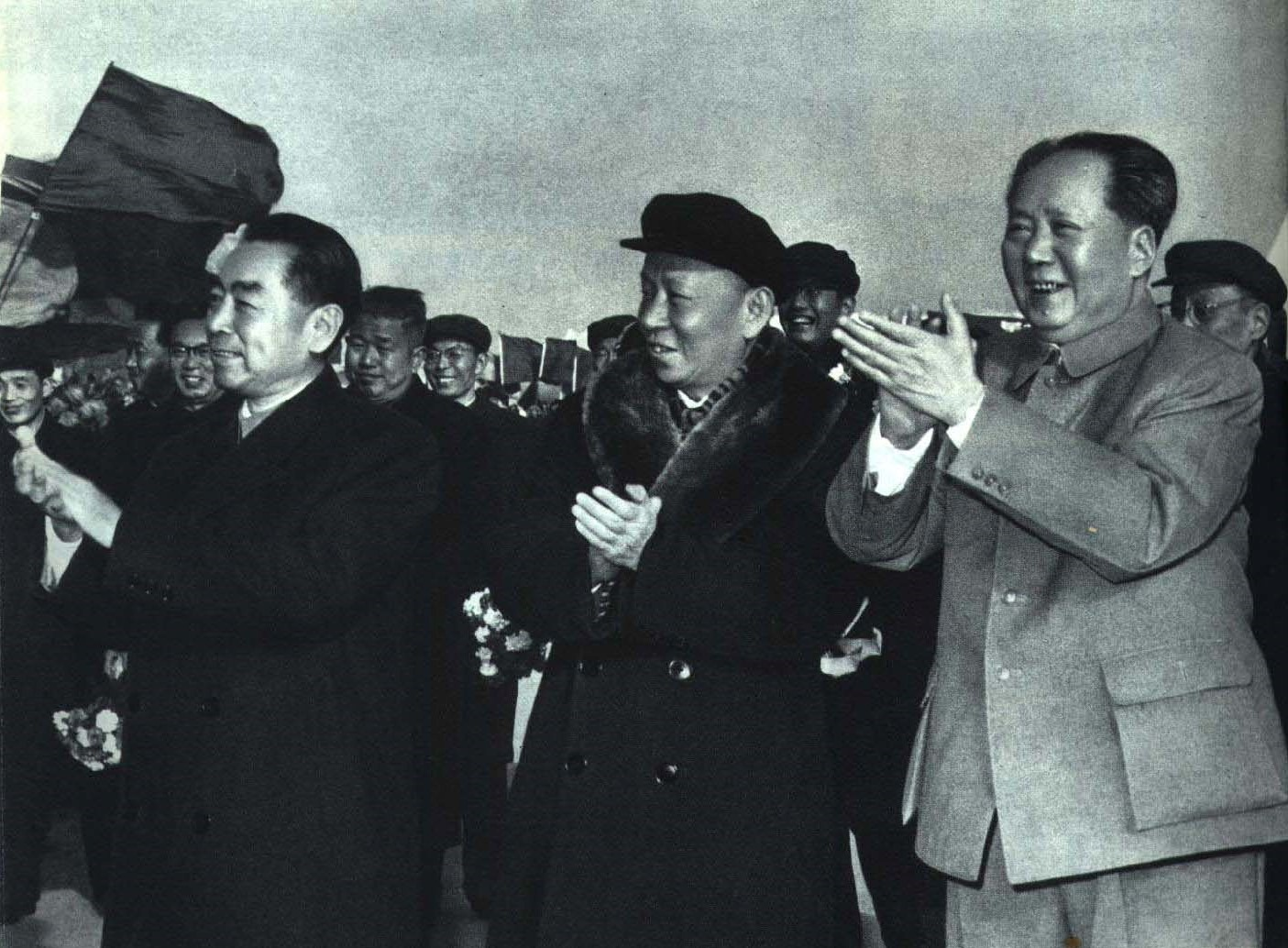
왼쪽에서 오른쪽으로 : 저우언라이, 류사오치 및 마오쩌둥 (1964).

1959년 마오쩌둥은 대약진운동 실패의 책임을 지고 국가주석에서 사임했다. 이어서 류샤오치가 국가주석, 등소평이 당총서기를 맡게 되었고, 다만 총리 저우언라이는 계속 유임되었다. 류사오치와 덩샤오핑의 개혁은 마오쩌둥이 실시한 집단화 정책에서 부분적인 후퇴였지만, 실용적이고 효과적으로 보였다. 류샤오치는 "생산보다 구매가 더 좋고, 구매보다는 대여가 더 좋다"는 유명한 격언을 남기며 새로운 경제 정책을 실시하려고 했고, 마오쩌둥의 자급자족 경제관과 모순되는 것이었다. 류샤오치는 마오가 실시했던 여러 "도약" 정책을 종식시키는 정책을 실시하였다. 그리하여 인민공사와 같은 집단화를 해체하고, 대약진 이전으로 돌아가려고 하였다.
그러나 이런 새로운 정책때문에 마오쩌둥과 류샤오치 간에 점점 갈등이 심화되었다.
류의 개혁은 성공을 거두어서 대기근은 사라졌고, 류는 인민들뿐만 아니라 고급 당원들 사이에서도 신망을 얻게 되었다. 이렇게 되자 덩샤오핑과 함께 류는 마오를 점진적으로 정계로부터 끌어내리고 자신이 확고하게 최고실권자로 올라서려는 생각을 하기 시작했다.
마오는 자신의 권력을 회복하고 정적을 제거하기 위해 1963년부터 "공산주의 교육 운동"을 개시했다. 공산주의 교육운동은 아래로부터의 풀뿌리 운동을 목표로 한 것으로서 마오의 강력한 지도를 받고 있었다. 이 운동은 학교에 다니는 아이들을 목표로 한 것이어서 현행 정치와는 별 상관이 없다고 여겨졌다. 그러나 이 아이들은 몇 년후 마오의 주된 지지 세력, 즉 홍위병으로 자라나게 되었다.
1963년 마오는 계급투쟁의 이상은 항상 이해되고 언제나 적용되어야 한다고 주장하면서 류를 공개적으로 비판하기 시작했다. 1964년까지 공산주의 교육운동은 "사청운동(四淸運動)"으로 발전하였다. 이것은 정치, 경제, 조직, 이념에서 불순한 것들을 청산해야한다는 것이었고 마르크스 수정주의파 류샤오치를 직접적으로 겨눈 운동이었다.

## 사회적 배경

### 대약진 운동
1957년 중국의 제1차 5개년 계획이 끝난 후, 중국공산주의의 첫 번째 단계는 자급자족의 공산사회를 건설하는 것이니만큼, 마오는 공산주의 이행 속도를 증진해야한다고 역설하였다. 이 목표를 달성하기 위해 마오는 "대약진 운동"을 시작하였다. 이것의 목표는 식량과 철강 생산을 증산하여 단번에 선진국으로 발돋움하려는 계획이었다.
산업발달의 척도가 되는 철강 생산을 위해 전국적으로 각 마을마다 재래식 고로를 세우도록 하였다. 또다른 목표인 식량증산을 위해서 농촌에 존재하던 소규모 협업조직인 호조조(互助組)를 해체하고 이를 대규모로 만들어 집단농업과 집단동원을 위한 인민공사를 설립하였다.
그러나 이것들은 재앙으로 밝혀졌다. 농민들이 농사보다는 질낮은 철을 생산하는 데 몰두했기 때문에, 전 산업계는 혼란에 휩싸였다. 이런 철들은 목표량 달성에 급급한 관리들이 농민들을 몰아붙여 농가의 마당에 설치된 구식 화로에서 생산되었기 때문에 산업에는 아무 짝에도 쓸모가 없었다. 동시에 한국전쟁 참전을 위해 중국 각지에서 철을 조달하여 농기구 조달난에 시달렸고 이는 농업 생산성 감소로 이어졌다.
1959년 루산에서 열린 중국공산당 중앙위원회(루산 회의)에서 국방부장 펑더화이 원수는 개인적 서한을 보내 대약진 운동을 개시한 마오쩌둥을 강하게 비판하였다. 펑더화이는 대약진운동의 파국은 미숙한 행정도 한몫 했지만, 대약진운동 자체가 "소부르조아 환상주의"라고 규정했다.
마오쩌둥은 대약진운동에 관해 자신의 과오를 거듭 인정했지만, 대약진운동은 전체로봐서는 70%는 옳았다고 주장하면서 자신을 방어하였다. 대약진운동 실패의 책임으로 마오쩌둥은 국가주석을 사임하였고 국가 행정은 새 국가주석인 류샤오치, 총리 저우언라이, 그리고 당총서기 덩샤오핑 등이 운영하였다.
마오쩌둥은 류샤오치, 덩샤오핑과 연합하여, 일시적으로 그들에게 일시적인 국가운영권을 내 주고 그 반대급부로 펑더화이를 고립시켜 "우익 기회주의자"로 규탄하는데 성공했다. 그리하여 펑더화이는 국방부장에서 해임되어 실각하였다.

### 생산량의 감소와 대기근
1950년부터 1953년 무렵 한국전쟁에 가담하기 위해 대량의 철이 조달되었다. 대량의 농기구들이 화로에서 철 생산을 위해 녹여졌기 때문에 한국전쟁 종료 이후 농업생산은 급격히 감소하였다. 설상가상으로, 지역담당자는 처벌을 면하기 위해 허위생산량을 보고하여 문제가 커졌다. 수십 년간 계속된 내전 및 중일 전쟁, 한국 전쟁으로 타격을 입었던 중국경제는 회복되는 듯하다가 다시 한번 침체의 나락으로 떨어졌다.
철강 생산량은 연간 520만 톤에서 1400만 톤으로 눈에 띄게 늘어났다. 처음의 목표는 비현실적으로 연간 3000만 톤의 철을 생산하는 것이었는데, 이것은 후에 더 현실적인 2000만 톤으로 조정되었다. 그러나 이렇게 생산된 철은 대부분 질이 떨어졌고, 처음에 목표한 산업발전을 위한 기자재로 쓰기에는 거의 쓸모가 없었다.
그동안 식량생산에서도 문제가 불거져서, 농민들이 철생산에 매달린데다가, 이런 철생산을 위한 연료로 쓰기 위해 목재를 남벌한 결과 1958년부터 여름마다 홍수가 나서 농경지는 침수되었다. 또한 대약진운동과 함께 벌어진 제사해 운동에서는 참새를 유해조로 지정해서 대대적 퇴치운동을 벌였는데, 이때문에 생태계의 균형이 깨져 여름에 병충해가 창궐하게 되었다. 여기에다가 집단화된 농업은 다른 사회주의 국가와 마찬가지로 비효율의 극치를 달렸고, 더욱이 검증이 안된 새로운 작황법을 도입해 종자를 밀집되게 심었다가 도리어 생육에 지장만 주었다. 그리하여 중화인민공화국 건국 이래 처음으로 대규모의 기근이 발생했다. 더욱이 광범위한 기근이 발생하였는데도 중국정부는 소련의 기술도입료와 차관상환을 곡물로 하여 해외 수출을 계속하였다. 기근은 매우 심각했고, 이때 기근으로 사망한 이들은 2,000만-3,000만으로 추산된다. 이 기근은 1961년까지 계속되었다.

### 노동자 불만 확산
1957년의 반우파투쟁 때부터 도시에서부터 서서히 혁명 사조가 전국적으로 범람하기 시작했다. 1950년대 중반부터 식량 생산이 감소함에 따라 생계난을 겪던 도시 노동자들 사이에서 불만이 터져나왔다. 노동계층 중 대다수는 청나라가 몰락하기 이전부터 하층민이었거나 노비에서 석방된 이들이 도시로 흘러들어와 형성한 계층이었다. 이들은 자신의 아버지와 할아버지에게서 들은 자본가들에 대한 분노와 증오를 더욱 증폭시켰다. 시골에서 재산을 쌓아두고 풀어두지 않는 지역 유지들과 당내의 부르주아들에 대한 불만이 도시 노동자들 사이에서 확산되었다.
특히 상하이의 극좌 문화는 1958년에 이미 달아오르기 시작하여 문혁 시기에 최고조에 달했다. 상하이에서는 1958년부터 노동자들 사이에서 먼저 마오쩌둥 사상 학습 운동이 퍼져나갔다. 1만 5000개에 이르는 학습 소조(모임)이 등장했고, 연인원 20만 명이 여기에 참여했다. 그와 동시에 전 시민의 혁명 시가(詩歌) 운동도 진행되었다. 시와 예술작품은 모두 혁명의 구호여야 마땅하다고 주장되었다. 노동계층의 불만은 퇴폐, 타락한 사회문화 전체를 바꿔야 한다는 것으로 결론내려졌다.
야오원위안은 신문 지상에서 예술 시를 비판하고, 시의 한 구절 한 구절은 모두 혁명의 구호여야 마땅하다고 주장했다. 또 스스로 지은 '혁명 시'를 발표했다. 자구책이 없이 불만을 품던 노동계층은 이러한 작가들의 작품에 열렬히 호응하였다.
| “ | 우리 노동자의 뼈는 단단하다. 총검 아래에 강산을 굴복시켰다. 백기를 뽑아내고 적기를 꽂으니, 혁명의 기백이 천지를 뒤엎을 듯하다! 쇳물은 붉은 빛을 번뜩이며 콸콸 흐르니, 영국과 미국은 놀라 자빠지리라! | ” |

1950년대 후반 상하이의 프롤레타리아 문예 창작자들은 어떤 도시보다도 많은 극좌 문화의 작품을 만들었다. 예를 들면 후일 문화대혁명 10년 간 장칭의 지도 아래 창작된 '혁명 모범극'은 당시 중국인이 관람할 수 있었던 유일한 극이었다. 문혁 때에 유일하게 상영이 권장되었던 그 여덟 편의 모범극 가운데 여섯 편은 상하이 작가의 원작을 수정한 것이었다. 현실에서의 불만을 해소할 방법이 없던 노동자 계층은 이들의 작품을 탐독하며 울분을 해소하였다.
문혁 속에서 상하이는 극좌 문화의 중심지가 됐다. 당시 중국 유일의 문학 월간지 '조하(朝霞)'가 상하이에서 창간되어, 수많은 혁명 문인이 앞서거니 뒤서거니 하며 등장했다. 야오원위안은 그들의 선배이자 전범이었다.

### 좌절한 공산주의 지식인과 청년들
1950년대 후반 이후 중국의 공산주의 사회가 조금씩 안정되면서 청년층의 성공, 출세의 수단은 줄어들기 시작하였다. 일부 공산당 고위층의 아들들에게 그대로 상속되었고 기회의 평등을 외치며 여성에게도 문호를 개방했지만 그 대상은 주로 공산당 간부들의 딸들이었다. 한편 홍군이나 국공내전 등에 참여하지 않던 시골 지역의 유지들은 청나라 또는 그 이전부터 세습되던 토지와 건물로 어느정도 자산을 축적하고 있었다. 공산당에 충성하거나 열심히 공부하면 성공할 수 있었다고 믿어오던 좌익 지식인들과 청년들은 좌절하기 시작하였다. 이들은 일부 공산당 고위층의 반혁명성, 반당 행위, 그리고 혁명에 참여하지도 않고, 기존의 자산을 보유하면서도 당 간부직을 유지하는 지역 유지들에 대한 불만을 공공연히 털어놓기 시작하고 그들보다 훨씬 극좌적인 방법을 택해 보복하고자 하였다.
1966년 5월 중국 공산당 정치국 확대 회의에서 “학술적으로 권위 있는 부르주아 반동 입장들을 철저하게 폭로하고, 학술계·교육계·언론계·문예계와 출판계의 부르주아 반동 사상을 철저하게 비판하여, 이러한 문화영역에서 영도권을 탈취하자”는‘5·16 통지(通知)’가 제출되면서부터 1976년 모택동이 사망할 때까지 중국을 무정부적 상태로 몰아넣게 되었다. 좌절한 지식인들과 청년들은 좋은 학력과 당 고위직을 세습하는 간부 자녀들과 시골의 지역유지들에 대한 노골적인 증오와 처단을 실시하였다.
한편 대학을 졸업하거나 기술을 익히고도 주임, 서기급에서 올라가기 힘들었던 실무자층의 좌절 역시 분노로 변해갔다. 문혁의 발동에서 가장 중요한 주체 집단은 좌절을 경험했던 젊은 지식인들이었다. 이러한 분노는 예학과 상장제례 등을 강조하던 유교 사상에 대한 더욱 근본적인 분노로도 이어졌다. 명청대의 고위 관료들의 무덤과 사당은 퇴폐한 반동으로 몰려 파괴되고 부관참시되었다. 유교 사상은 비록 철저히 부숴졌지만 신분제도와 계급체계를 여전히 정당화하고, 여성과 피지배층을 학대하는 등 인간의 평등을 억압하는 악질 제도라고 비판받아 유교와 관련된 사상가들, 학자들의 묘소와 석물, 저서등은 모두 파괴, 소각되었다. 이러한 청년들의 분노와 파괴는 문화 대혁명 이후의 권위 해체 분위기로 이어졌다.
문혁이 공식 종식되면서 찾아든 덩샤오핑에 의한 사상해방운동은 한동안 개성의 해방, 인성과 인권의 존중, 인간의 심리성과 잠재 능력의 발휘를 강조했을 뿐만 아니라 예술의 순수성을 강조하여 예술의 비예술적 요소의 침입을 막고 예술로 하여금 예술로 환원하도록 만들었다.
이는 문혁 기간 탄압받던 우파 지식인들이 복권되고 극좌 사상에 대한 사회적 반성 사조가 유행하기 시작한 것과 때를 같이 한 것이다.

### 새로운 미디어의 보급
문화 대혁명에는 1950년대 후반부터 중국의 도시에서 오지에 이르기까지 보급되기 시작한 미디어인 라디오가 큰 역할을 하였다. 전화기의 보급 증가 역시 연락망의 확충에 기여하였다. 문화 대혁명의 초기 준비단계에서, 중국 정부는 모든 학교, 군부대, 그리고 공공조직에 라디오를 청취한 후 이를 다시 대중에게 전달할 선전자를 임명하도록 하였다.
"중앙인민방송국"의 라디오 방송은 이런 선전활동을 위한 기구였으며, 선전자들은 방송을 듣고 이것을 다시 대중들에게 확산시키는 역할을 했다. 이런 선전자의 수는 1960년대에 4억의 농촌 인구 중에 7천만에 달했다.

### 직접적인 계기: 해서파관과 조반유리
1959년 말, 역사가이자 베이징 부시장인 우한(吳晗)이 역사 희곡 《해서파관(중국어 간체자: 海瑞罢官, 정체자: 海瑞罷官, 병음: Hǎiruìbàguān)》(해서가 파면되다)을 발표하였다. 이 극은 명나라때의 실존 청백리인 해서(1515-1587)가 암군 가정제에게 파면된다는 내용이었다.
마오는 처음에 이 극을 매우 높이 평가했다. 그러나 1965년 마오의 부인인 장칭과 그녀의 피후견인인 야오원위안(당시 상하이의 신문인 《문회보(중국어 간체자: 文汇报, 정체자: 文匯報)》의 편집장이었으며, 그때까지 무명인사였다)은 이 희곡을 비판한 논평을 썼다. 그들은 이 희곡이 독초이며, 마오를 폄하하기 위한 것이고, 황제는 마오, 해서는 펑더화이를 은유한 것이라고 주장했다.
이 논평은 전국적으로 주목을 받았고, 많은 논란을 야기하였다. 많은 신문들은 이것이 언론탄압의 계기가 될 것을 우려하여 표현의 자유를 요구하였다. 한편 베이징 시장이었던 펑전은 우한을 지지하여 이 비판이 지나친 것이라고 주장하였다. 그리고 이 문제를 연구하기 위한 "문화혁명오인소조(文化革命 5人小組)"를 구성하였고, 이 소조는 《현재 학술적 문제에 관한 제강(중국어 간체자: 关于当前学术讨论等汇报提纲, 정체자: 關於當前學術討論等彙報提綱)》 또는 《2월제강(중국어 간체자: 二月提纲, 정체자: 二月提綱)》을 발표하여 "해서파관"에 관한 논란을 정치문제가 아닌 순수한 학술문제로 한정하려고 하였다. 그러나 장칭은 상하이에서 활동하면서, 문예계가 "일부 반당, 반공산주의의 불순세력의 음모"에 의해 지배되고 있다고 주장하였다. 여기에 국방부장이었던 린뱌오가 합세하고 세를 불리기 시작하였다.
1966년 5월, 장칭과 야오원위안은 다시 한번 우한과 펑전을 비판하는 논평을 발표하였다. 5월 16일, 마오의 주재 하에서 당 정치국은 "문화대혁명"의 시작을 상징하는 《중국 공산당 중앙위원회 통지(중국어 간체자: 中国共产党中央委员会通知, 정체자: 中國共產黨中央委員會通知)》 혹은 《5.16통지(五一六通知)》를 발표하였다. 이 통지에서 펑전은 날카롭게 비판되었고, 5인소조는 해체되었다.
이 통지는 펑전과 5인소조가 "표리부동한 자세로 마오쩌둥 동지의 우한에 관한 교시와 마오 주석이 이룩한 위대한 문화혁명을 공격하였다"고 주장하였다." 1년 후, 1967년 5월 18일 "인민일보"는 이 고시가 "우리의 위대한 지도자 마오쩌둥 동지의 지도하에 작성된 위대한 역사적 문서"라고 칭송하였다.
1966년의 이후 정치국 회의에서 새로운 "문혁 소조"(중국어 간체자: 文革小组, 정체자: 文革小組)가 구성되었다. 5월 18일 문혁 소조의 린뱌오는 한 연설에서 "마오 주석은 천재이고, 마오 주석이 말하는 것은 무엇이든 맞다. 마오 주석의 한마디는 다른 정치인의 만 마디 말의 의미를 담고 있다"고 말하며 마오에 대한 숭배를 학생들이 나서도록 지시했다. 이때 장칭과 린뱌오는 이미 실질적인 권력을 잡기 시작하였다.
5월 25일 베이징 대학의 경제학과, 철학과 교수이자 철학과 여성 당서기를 맡던 녜위안쯔는 대학 당국과 다른 교수들이 우파, 또는 반당(反黨)분자라고 고발하는 대자보를 써서 붙이고 대학생들이 기존의 체제 내 탄압을 받으며 어렵게 연구해 온 온건파 학자들을 대대적으로 공격하는 데 참여하도록 촉구하였다. 며칠 후 마오는 이 대자보를 전국적으로 회람해 반영하라고 명령을 내렸고 이것을 "이번 문화 대혁명의 첫 번째 마르크스-레닌주의 대자보이다"라고 추어올렸다. 5월 29일, 칭화 대학 부속 중학교에서 마오는 첫 번째 중학생 홍위병을 결성시켰으며 이들은 칭화 대학을 무더기로 찾아가 교문을 무너뜨렸다. 이러한 것들은 모두 마오가 그 적과 지식분자를 응징하고 무력화시키려는 수단으로 치밀하게 결성된 것이었다.
1966년 6월 1일, 공식적인 중국공산당 기관지인 "인민일보"는 "자본주의자들과 그의 앞잡이, 그리고 자본주의적 지식인들"을 반드시 숙청해야 한다고 주장하였다. 곧 대학 총장과 다른 온건파 지식인을 겨냥한 대대적인 마오쩌둥의 운동이 시작되었다.
1966년 7월 27일, 홍위병의 대표단이 마오에게 공식적인 서한을 보내 조반유리(造反有理), 즉, 사회와 정치와 문화를 뒤집어 엎고 대량숙청을 하는 것이 정당화될 수 있다는 주장을 하였다. 마오는 이에 대해 전적인 지지와 동의를 표하였다.
8월 8일 인민일보에 마오의 짧은 논평 《사령부를 폭격하라-나의 대자보(중국어 간체자: 炮打司令部—我的一张大字报, 정체자: 炮打司令部—我的一張大字報)》가 실렸다. 여기에서 마오는 반혁명, 우파(실질적으로 류샤오치와 덩샤오핑)에 대한 투쟁을 전인민에게 부르짖었다. 이로써 문화 대혁명이 본격적으로 시작되었다.

## 전개 과정

### 개시
1966년 8월 8일 중국공산당 중앙위원회는 《중국 공산당의 중앙위원회의 프롤레타리아 문화 대혁명에 관한 결정》, 약칭 《16개 항》을 발표하였다. 이 문건은 문화 대혁명을 인민들의 혼까지 와닿는 혁명이고, 중국의 공산주의 혁명사에 새로운 장을 연 것이라고 정의했다.
부르주아 계급은 타도되었지만, 이들은 아직도 다른 계급을 착취하던 낡은 이념, 문화, 풍속, 관습을 이용하여 대중을 타락시키고, 그들의 마음을 사로잡아서 역사를 되돌리려 하고 있다. 프롤레타리아 계급은 이것의 반대로 해야만 한다. 프롤레타리아계급은 이념면에서 당면의 모든 부르주아 계급의 도전에 응전해야하며, 프롤레타리아의 새로운 이념, 문화, 관습, 습관을 이용하여 모든 사회의 정신적 시야를 바꾸어야 한다.
현재로서는 우리의 목표는 자본주의의 길을 걷는 모든 당국자들과 투쟁하여 이들을 분쇄하는 것이고, 반동적인 부르조아 학문의 권위자들과 부르조아 계급이나 다른 모든 착취 계급의 이념을 비판 및 규탄하고, 공산주의적 경제 토대와 맞지 않는 교육, 문학, 예술, 그리고 모든 상부구조를 변환하여 공산주의 체제의 공고와 발달을 촉진하는 것이다.

이 결정은 이미 존재하고 있던 학생운동을 노동자, 농민, 그리고 병사들이 집단이 참여하는 전국규모의 대중운동으로 끌어올렸다. 이들은 "상부구조를 전환시키기" 위해 대자보와 논쟁을 사용했다. 문화 대혁명의 주목표중의 하나는 "4개의 낡은 것(중국어 간체자: 四旧, 정체자: 四舊, 병음: sìjiù 쓰지우/사구[*])"을 척결하는 것이었다. 이것은 낡은 사상(舊思想), 낡은 문화(舊文化), 낡은 풍속(舊風俗), 낡은 관습(舊習慣)을 말한다.
이 결정문은 중화인민공화국 건국 이래 인민에게 최대의 표현의 자유를 보장하였으나, 이 "표현의 자유"는 마오쩌둥 사상에 의해 범위와 성질이 규정된 것이었다. 또한 언론과 표현, 결사의 자유를 보장하는 제15항, 16항의 자유는 궁극적으로 마오의 의중에 따라 진정한 의미가 결정되었다. 제16항이 규정한 자유는 후에 중화인민공화국 헌법의 대민주(大民主)의 4대자유(四大自由)로 규정되었다. 자유롭게 말할 권리(중국어 간체자: 大鸣), 자신의 견해를 발표할 수 있는 권리 또는 다른 사람과 단결할 수 있는 권리(大放, 또는 중국어 간체자: 大串联, 정체자: 大串聯), 대자보를 쓸 수 있는 권리(중국어 간체자: 大字报, 정체자: 大字報), 그리고 논쟁을 할 수 있는 권리(중국어 간체자: 大辩论, 정체자: 大辯論)였다.
이렇게 규정된 자유들에 의거해 홍위병은 "자유롭게" 활동하면서 마오쩌둥 주의자가 아닌 모든 사람은 비판을 하였고, 때로는 부패혐의로 고발하여 감옥에 보내거나 실각시켰다. 후에 이 자유들에 쟁의권이 추가되어 다시 보완되었다. 그러나 이 쟁의권은 1967년 2월, 민간 대중 정치에 대한 군대의 개입으로 심하게 약화되었다. 이 권리들은 1978년 서단민주장(西單民主墻) 사건이후, 덩샤오핑 집권시인 1979년 헌법에서 모두 삭제되었다.

### 1966년 8월 이후

붉은 8월: 1966년 8월 18일, 마오쩌둥은 천안문에서 처음으로 홍위병들을 만나 북경에서 대규모 학살을 촉발했다.

1966년 8월 16일, 전국으로부터 수백만명의 홍위병이 마오 주석을 회견하기 위해 베이징에 모였다. 마오쩌둥과 린뱌오는 톈안먼 광장의 단상에서 전국에서 상경한 약 1100만의 홍위병들에게 자주 모습을 드러내어, 매번 열렬한 환영을 받았다. 마오는 사회주의와 공산주의를 위한 최근의 운동(즉 문화 대혁명)에서 보여준 홍위병의 행동을 칭찬했다.
"4구" 파괴 운동에서, 홍위병은 모든 종교활동에 핍박을 가했다. 절, 서원, 교회, 수도원 등은 문을 닫았고, 더 나아가 약탈되거나 파괴되었다. 홍위병은 4구라고 간주된 모든 것을 파괴의 대상으로 삼았다. 그리하여 핍박 끝에 심문과 고문도 일어났고, 구타와 폭행을 견디지 못한 많은 이들이 자살을 마지막으로 선택하였다.
8월과 9월에 베이징에서만 홍위병에 의해 1,772명이 살해되었다. 상하이에서는 문화 대혁명에 관련되어 704명이 자살하고 534명이 살해되었다. 우한에서도 62명이 자살하고 32명이 살해당했다. 관계 당국은 이런 홍위병의 폭력을 막는 것을 제지당하거나 방관적인 자세로 일관했다.
| “ | 누가 맞아서 죽어도... 우리 소관이 아니다. 만약에 이렇게 때려죽인 사람을 구속한다면, 이것이야말로 과오를 범하는 것이다. | ” |
|   | — 당시 공안부의 수장, 셰푸즈                                                                                           |   |

1968년까지 약 2년 동안(어떤 곳에선 더 오래 지속되기도 하였다), 홍위병과 같은 학생운동세력은 사회적 발언권과 권한을 늘렸고, 사회의 공산주의적 개편을 위한 자신들의 노력을 가속화했다. 그들은 공산주의의 발전과 강화를 위한 자산들의 행동을 설명하기 위한 전단을 뿌렸고, "반혁명"혐의자라고 지목된 이들의 명단을 대자보에 공개했다. 그들은 집단을 이뤄 집회를 열고 교훈적인 연극을 상연했다. 또한 그들은 집회에서 자아비판을 행하고 "반혁명"혐의자 들을 비판했다.

중국의 2대 국가주석인 류사오치는 1969년 유배지에서 진료를 받지 못해 병으로 사망했다.

마오를 비롯한 문화 대혁명의 수뇌부들과 "16개 항"은 물리적 수단(중국어: 武鬪, 병음: wǔdòu 우더우/무투[*])보다는 언어적 수단(중국어: 文鬪, 병음: wéndòu 원더우/문투[*])의 투쟁을 권고했으나, 이런 활동은 결국 폭력으로 치닫기 일쑤였다. 그리고 활동가들 사이의 논쟁이 더욱 폭력적이 되어 급기야는 1967년 군부대에서 무기를 탈취하는 사건까지 일어났다. 문화 대혁명의 수뇌부들은 활동가들의 언어 투쟁이 폭력사태로 비화하는 것에 거의 간섭하지 않았고, 가끔은 "무투"를 장려하기도 하였다. 그러나 무기고 탈취의 사태가 일어나자, 이러한 대중 운동을 억누르기 시작했다.
한편 류샤오치는 카이펑으로 유배되었다가, 지병이 악화되었지만 의사가 치료를 거부하여 1969년 그곳에서 사망하였다. 덩샤오핑은 소위 "재교육"과정을 세번 거쳐 결국 엔진공장에서 일했다. 그는 이후 저우언라이에 의해 구제될 때까지 몇 년을 그곳에서 보냈다. 그러나 대부분의 "반혁명분자" 및 "우파"는 영영 돌아오지 못했다.
마오쩌둥은 홍위병의 행동을 칭송하였다. 1966년 8월 22일 마오는 공안이 홍위병의 행동을 제지하지 못하도록 하는 내용의 공지문을 발표하였다. 홍위병의 행동을 제지하는 공안은 "반혁명세력"의 딱지가 붙어서 자신이 숙청의 대상이 되었다.
1966년 9월 5일, 마오는 모든 홍위병이 베이징을 순례하도록 권장하는 통지문을 발표하였다. 여기에 숙박비와 교통비는 정부가 부담한다는 것을 곁들였다. 10월 10일, 문혁의 수뇌부중의 한명인 린뱌오는 류와 덩을 공개적으로 "주자파(走資派)"(자본주의 노선을 걷는 자)로 비난하였다. 또한 펑더화이도 베이징에서 홍위병에 의해 자택에서 끌려나와 조리돌림되었다.

### 일월의 폭풍과 정리 작업

류사오치의 아내 왕광메이의 "비평 회의".

1967년 1월 3일, 린뱌오와 장칭은 미디어를 동원하여 지방의 문혁지도원들에게 소위 "일월의 폭풍(一月風暴)"을 일으키도록 선동하였다. 이 운동에서 상하이의 수많은 고위 행정직들이 심하게 비판받았고 숙청되었다. 이것은 문혁파였던 왕훙원이 지역혁명위원회 지도자로서 상하이의 행정과 시당(市黨)을 장악하는 데 길을 열어주었다. 이곳의 지역정부는 기능을 잃어버렸다. 이것을 "조반"이라고 했으며, 이들을 본 따 각 관공서에서 하위직들이 상급자들을 몰아내는 조반이 유행하기 시작했다.
베이징에서는 류와 덩이 다시한번 비판의 대상이 되었다. 공산당의 비판활동에 그다지 참여하지 않았던 캉셩이나 천보다 등은 이를 기회로 삼아 부총리였던 타오주가 과오를 범했다고 비판하였다. 이것은 중앙정부 내부와 지방당의 책임자들 사이에서 문혁을 자신의 반대자나 정적을 "반혁명분자"로 고발하여 실각시키거나 숙청시키는 기회로 삼는 권력투쟁의 시작이었다.
1월 8일, 마오는 "인민일보"를 통한 이러한 활동을 크게 칭찬하였고, 모든 지방 정부 지도자들이 자아비판과 함께 다른 사람을 비판하고 숙청하도록 권장했다. 이것은 지방정부 내에서 숙청에 숙청이 꼬리를 문 대규모의 권력투쟁을 야기하였다. 이것이 심화되자 지방 정부의 기능은 마비되었다. 숙청을 피하기 위해서는 자신이 "혁명활동"(즉 문화 대혁명)에 참여하는 것이었지만, 이것도 꼭 확실한 보장은 아니었다.

### 사회 전 부문으로의 자기비판 확산
1967년 2월, 장칭과 린뱌오는 마오의 승인하에서 "계급투쟁"을 군사부문까지 확대했다. 동시에 자기비판 및 퇴폐, 향락문화에 대한 정리 작업이 공공부문으로도 확산되었다. 중공정권을 세우는데 일조한 인민해방군의 많은 유력 지휘관들이 "군사부문의 문화 혁명"을 우려하거나 반대하는 목소리를 내었다. 전(前) 외교부장이자 군에서 원수인 천이는 정치국 회의에서 문혁파가 군사부문을 황폐화시키고 다음에는 당을 무너뜨릴 것이라고 경고했다. 또다른 원수였던 네룽전, 쉬샹첸도 이런 운동에 큰 불만을 표시하였다.
그러나 이들은 미디어를 장악하고 있던 문혁파 장춘차오, 야오원위안의 반격을 받아 차례로 "2월역류"(二月逆流)의 낙인이 찍혀 비판의 대상이 되었다. 이들은 결국 홍위병의 비판을 받아 강제 예편과 동시에 당정군의 요직에서 실각하였다.
동시에 많은 홍위병 조직들도 분화하여 자신과 다른 혁명적 메시지를 전하는 다른 조직들을 서로 비판하기 시작하였다. 이런 것들은 상황을 악화시켰고, 혼동을 가중시켰다. 이에 대해 장칭은 홍위병 내의 모든 불건전한 활동을 중단하라는 명령을 내렸다.
4월 6일, 류샤오치는 장칭과 캉셩 일파로부터 공개적이고 광범위하게 비판받았고 여기에 궁극적으로 마오가 가세하여 비판하였다. 이후, 전국 각지에서 공개 비판 집회들이 열렸고, 장은 이에 참석하여 모든 "반혁명활동"을 규탄하였다.
장칭은 이런 분위기를 이용해 군사부분까지 손을 뻗었다. 그녀는 이러한 집회중에서 가장 큰 규모가 열렸던 우한으로 달려가서 우한의 방위를 맡고 있던 천자이다오 장군을 비판하였다. 7월 22일에 장칭은 홍위병이 필요하다면 인민해방군을 대체하고 현존하는 군을 무력화 할 것이라는 뜻을 밝혔다. 장칭의 선동으로 홍위병은 군대에 난입하여 약탈을 하기도 하였다. 이런 일은 반혁명분자로 몰릴 것을 두려워 한 군의 지휘관들이 통제할 수 없어서 1968년 가을까지 지속되었다.

### 청년 하방(下放) 운동

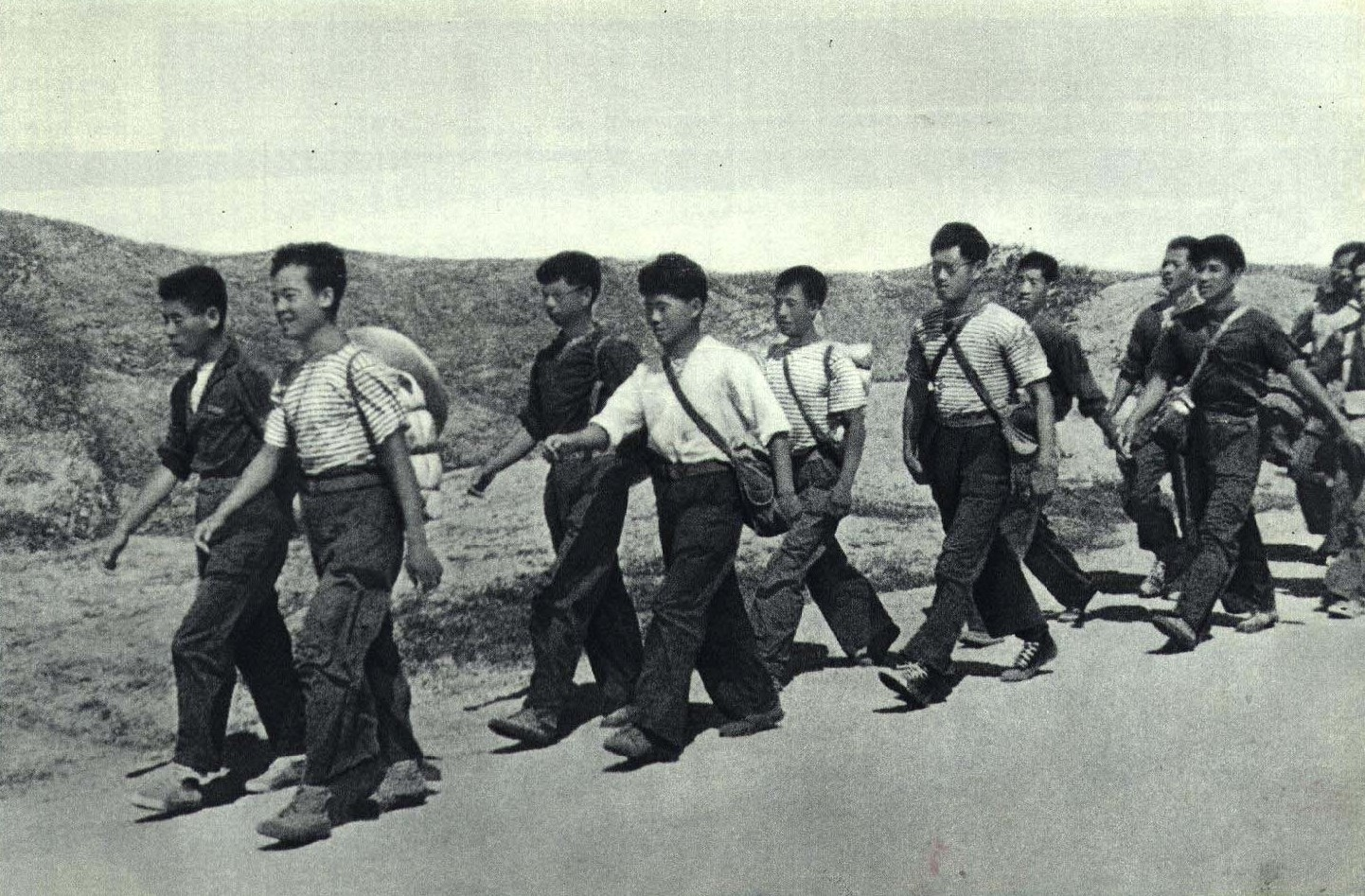
홍위병 (1967)

동시에 도시의 지식인 청년들 사이에서 실천주의 운동이 필요하다는 의견이 제시되었다. 마오쩌둥의 혁명사상을 농촌에도 보급하자는 것이었다. 청년들은 자신의 청춘과 피와 생명을 이 '성전'에 내걸었다. 1967년 10월, 베이징의 일단의 홍위병 그룹이 네이멍구로 갔다. 이것이 하방운동의 시작이었다. 이때 문혁을 믿어 의심치 않은 순진한 그들은 '사회주의 농촌의 건설'과 '자신을 참된 공산주의자로 개조한다'는 꿈을 그렸다. 하방은 한 세대의 삶의 방식을 근본적으로 변화시켰다. 이것은 홍위병 운동보다도 더욱 심각한 사회 운동이었다. 홍위병 운동은 청년들에게 '철저한 해방'이라는 큰 무대를 제공하고, 거기서 자유분방하게 청춘을 발산케 한 것이었다. 그 과정에서 유혈투쟁도 등장했다. 그러나 오래지 않아 청년들은 하방운동에서 급속히 하나의 운명 공동체에 몸을 던지게 되었다. 운명 공동체 속에서 한때 서로 다투던 그들은 서로를 이해하기 시작했다. 어제의 투쟁 상대인 다른 청년그룹을 인정하고 받아들이게 되었다. 이렇게 홍위병 운동에서 철저하게 해방을 맛본 청년들은 하방을 통해 집단 인격과 공동 문화를 구축해갔고, 자신들만의 '성인 의식'을 완성시켰다.
지식 청년들은 혁명의 실천에 참가한다는 정치적 사명을 갖고 농촌으로 나아갔다. 그들은 하방에 적극적이어서 변방의 가장 궁핍한 촌락을 고르곤 했다. 지식 청년들은 낮에는 밭에 나가 일했고, 저녁이면 농촌문제를 토론하고 농민 발전에 대해 연구했다. 이들은 농촌 계몽에도 앞장서서, 야학당을 개설하고 문맹자들에게 무료로 한자와 숫자를 가르치기도 했다. 그러나 외지인 지식청년에 대한 농촌지역의 배척과 경계는 식자 청년들에게 적개심을 불러 일으켰고, 반동 부르주아 자본가들이 획책하는 음모로 이해되었다.
제3세대라 불리는 지식 청년들은 자신들의 하방 경험을 혁명 제1세대의 전쟁 체험과 같은 것으로 보곤 한다. '혁명 빈농이 주인공인 농촌 사회'는 학교에서 배우던 사회주의의 '장밋빛 사회'가 아니었고, 학교에서 말하던 '좋은 아이'의 기준은 어려운 생존 환경 속에서는 전혀 통하지 않았다. 학교에서 옳다고 배워왔던 것이 현실에서 무용지물이 되는 것과, 인맥과 연줄로 만사가 정해지는 농촌의 풍경과 적당히 은폐하려는 농촌 문화에 지식청년들은 좌절했다. 동시에 지식청년들은 학교 교육의 실효성에 대해 의문을 제기하게 되었다. 철저한 적자생존의 법칙은 청년들의 가치관을 철저히 깨뜨렸다. 현실의 농촌 생활은 장밋빛과는 전혀 다른 혹독한 것이었다. 그들은 지금까지 받아 온 교육이 현실 사회와는 완전히 무관한 것이었음을, 척박한 들에서 힘들게 노동하며 온 몸으로 실감하게 된 것이다. 후일 문혁이 실패로 인정되었으나 당시 홍위병, 하방 등에 참여한 청년들은 대부분 당시 교육자들에 대한 단죄, 숙정작업에 한해서는 후회나 반성을 거부하였다.

### 1968년

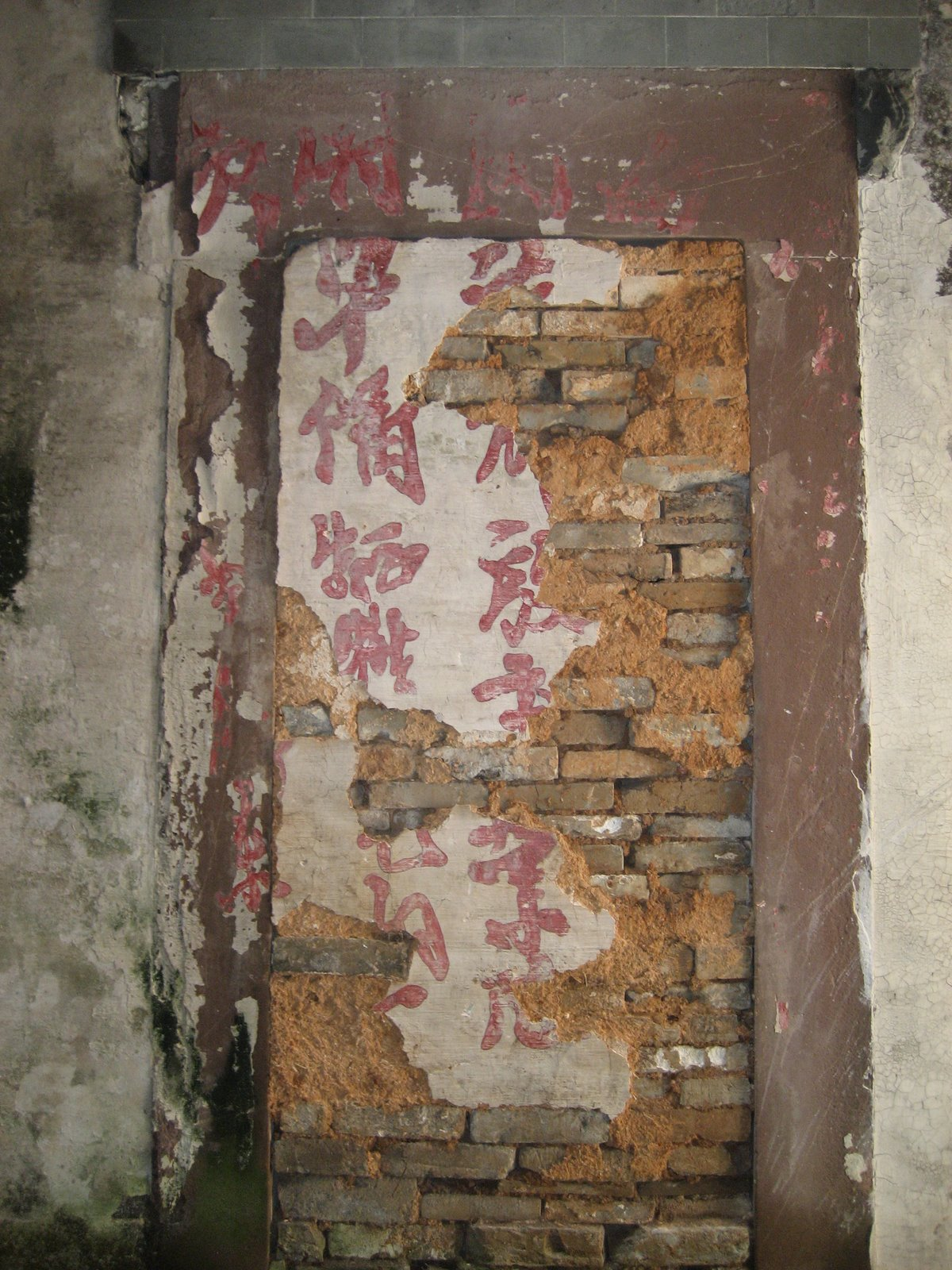
안휘 성에 남은 문혁시기의 구호의 잔재

1968년 봄, 이미 숭배의 대상이 된 마오쩌둥을 신격화시키려는 대규모 캠페인이 시작되었다. 마오는 이런 시도를 자신의 "최고지침"으로 지지하였다. 1년 후 홍위병은 완전히 몇 개 파로 분열되었고, 갈등은 더 커졌다.
마오는 홍위병이 야기하고 있는 이러한 혼란이 공산당의 지지기반에 해가 될 것을 우려했다. 마오의 입장에서는 홍위병이라는 존재로써 권력회복이라는 목표를 대체로 달성하였기 때문에 더이상의 혼란은 원치 않았다. 이제 광범위한 파괴와 혼란을 부른 홍위병을 억제할 필요가 있었다.
그리하여 7월 27일에는 인민해방군에 대한 홍위병의 우위는 공식적으로 종식되었고, 군대가 나서 홍위병을 진압하기 시작하였다. 또한 중앙정부는 병력을 파견하여 홍위병의 목표가 될만한 곳들을 경비하였다.
10월 초반, 마오는 자신에게 충성하지 않는 고위 공직자를 겨냥한 캠페인을 시작하였다. 이런 사람들은 재교육의 명목으로 농촌으로 보내져서 육체노동을 하게 되었다. 같은달 제8차 중앙위원회의 제12차 전체회의에서는 류샤오치를 당에서 영구제명하기로 결정하였고, 린뱌오가 당의 부주석으로 임명되었다. 그리고 린을 "마오주석의 친밀한 전우"로 호칭하기 시작하였다. 이는 마오의 후계자를 의미하는 것이었다. 그리하여 린은 마오에 이어 권력 서열 2위로 뛰어올랐다.
마오는 하방운동의 자발적이고 전국적 전개과정을 주목하였다. 1968년 12월 마오는 "지식청년들이 농촌으로 가서 다시 배우자"고 주장하면서 "상산하향"(上山下鄕) 운동을 개시하였다.약 10년간 계속된 이 운동에서 도시에 살고 있던 지식청년들이 농촌으로 가서 그곳에서 육체노동을 하도록 명령받았다. 여기서 말하는 "지식청년"은 최근에 중학교(대한민국 학제로는 고등학교에 해당)를 졸업한 사람들을 지칭하는 것이었다. 외지의 이질적인 문화로 고통받으면서도 지식청년층들은 마오의 혁명사상 전파와 사회주의 신농촌 건설에 적극적으로 참여했다. 1970년 후반에, 이런 "지식청년"은 도시로 돌아오는 것을 허락받았다. 이 운동은 홍위병들을 도시에서 농촌으로 보내 사회적 분란을 감소시키려는 의미도 부분적으로 있었다.

## 정계의 변화

### 린뱌오의 득세와 몰락

마오쩌둥과 린뱌오 (1969)

마오의 후계자로 내정되었던 린뱌오는 1968년 이래 중국 지도부의 가장 유력한 인사가 되었다. 그러나 몇차례 마오의 암살기도가 벌어진 후 1971년 9월 린뱌오가 탄 비행기가 몽골 상공에서 추락하였다는 소식이 전해지자 중국과 전 세계는 깜짝 놀랐다. 1968년과 1971년 사이에 린뱌오와 관련된 사건들을 정확하고 타당성있게 검증하는 것은 현재에도 사안의 민감성 때문에 불가능하다. 린의 득세와 몰락 그리고 죽음은 아직까지 역사가들의 주된 이슈이고, 아직도 확실히 정확한 진상을 파악하는 것은 쉽지 않다.

#### 당내 권력 이동
1969년 4월 1일, 중국공산당의 9차 중앙위원회에서 린은 가장 큰 승리자였고, 공식적으로 중국의 제2인자가 되었다. 또한 국방부장을 오래 지낸 그는 군부에 대한 영향력도 다른 누구에게 뒤지지 않았다. 린의 가장 큰 잠재적 경쟁자이었던 류샤오치는 이미 숙청되었고, 저우언라이는 이미 고령으로 시들어가고 있었다.
제9차 중앙위원회는 린뱌오가 제출한 정치보고로부터 시작되었다. 이 보고는 류샤오치 및 다른 "반혁명세력"에 대한 규탄과, 지속적으로 마오 어록을 인용하는 것으로 채워졌다.
그리고 두 번째 어젠다는 마오의 후계자로 지명된 린뱌오에 맞춰 당을 새롭게 건립하는 것이었다. 그래서 모든 사안에서 마오의 이름은 린뱌오와 연결되어 언급되었다. 즉 "마오 주석과 린 부주석"의 식의 호칭이다.
세 번째로 새롭게 선출된 정치국 상무위원은 마오쩌둥, 린뱌오, 천보다, 저우언라이, 캉셩으로 이루어졌다. 새로운 정치국은 문화 대혁명에서 두각을 나타낸 인사들로 대부분 채워졌다. 저우언라이는 정치국에 남았지만, 서열은 5명중 4위로서 위상이 축소되어 있었다.

#### 린뱌오의 권력 기반 확장 시도
당시는 린의 최전성기였으며, 법적으로나 실제적으로나 마오에 이어 2인자자리를 차지하고 있었다. 그러나 린은 좀 더 확실한 안전판을 두고 싶어했다. 즉, 마오의 후계자로 확정된 이후, 린은 류샤오치의 실각으로 폐지된 국가주석 직을 복원하려고 노력하였다. 린은 마오를 주석에 두고 자신은 부주석 자리를 가지려고 한 것이다.
1970년 8월 23일, 중국공산당의 제9차 중앙위원회의 제2차 전체회의는 1959년에 뒤이어 다시 루산에서 열렸다. 천보다가 첫 번째 연설자로 나서 간접적으로 스스로를 높이려는 의도로 마오를 찬양하고 우상화하는 발언을 하였다. 동시에 천은 국가주석제를 복원하자는 제안을 했다. 그러나 마오는 천의 제안을 크게 비판했고, 그를 정치국 상무위원에서 해임하였다.
천의 상무위원직 해임은 린뱌오에 대한 경고로 받아들여졌다. 제9차 중앙위원회가 끝난 후에도, 린은 계속적으로 당직과 정무직에서 승진을 요구하였다. 마오는 린의 의도가 최고 권력을 차지하고 자신을 축출하려는 것이 아닌지 의심하기 시작하였다. 그리하여 마오는 천보다가 제의한 국가주석직 신설도 의심의 눈으로 해석하기 시작했다. 즉, 주석인 마오의 사후에 부주석인 린이 자동적으로 승계를 하겠다는 의도로 판단한 것이다. 이것은 마오의 안전에 큰 위협이 되는 것이었다.

#### 린뱌오의 쿠데타 기도
린뱌오의 당과 정부안에서의 권력확장 시도에 대한 마오의 의심과 거부는 린을 심리적으로 좌절시켰다. 더욱이 린의 권력기반은 당기관에서 이 날로부터 축소되기 시작하였고, 그 자신의 건강도 나빠졌다. 린은 비밀리에 쿠데타를 기획한다.
| “ | 새로운 권력투쟁이 우리에게 다가온다. 우리가 혁명활동을 장악하지 못한다면, 다른 무리가 이를 낚아챌 것이다. | ” |
|   | — 린뱌오                                                                                                  |   |

린의 지지자들은 마오를 축출하기 위해 아직 린뱌오의 손에 남아있는 군권을 사용하기로 결심했다. 린의 아들이자 공군의 고위 지휘관이었던 린리궈와 다른 고위 음모자들은 상하이에서 마오를 축출하기 위한 음모를 꾸몄고 이를 "571 공정"(중국어: 五七一, 병음: wǔqīyī)이라고 이름붙였는데 571의 중국어 발음 "우치이"는 무장 봉기를 뜻하는 중국어 단어인 "우치이"(중국어 간체자: 武起义, 정체자: 武起義, 병음: wǔqǐyì)와 발음이 같다. 이 음모에 린뱌오가 얼마나 간여했는지는 논란의 여지가 있다. 수정주의 해석자들은 이 계획은 린뱌오 보다는 린의 아들이 대부분 꾸민 것이라고 추정하고 있다. 이 음모는 대체로 공군을 동원한 폭격과 병력동원으로 이뤄어졌다. 이 계획이 성공했을 때, 린뱌오는 모든 정적을 체포하고, 최고 지도자로 등극할 예정이었다.
마오를 암살하기 위한 기도가 1971년 9월 8일부터 9월 10일 사이에 있었다. 이러한 음모는 실행되기 이전에 지역 공안당국이 눈치채고 있었다. 공안 당국은 린뱌오측이 거사를 위한 요원들을 군부대에서 훈련시키는 것을 알고 있었다. 마오는 이때 남부중국을 방문중이었는데, 마오가 습격당했다는 여러 설과 보도가 있었다. 그 중 하나는 마오가 전용 열차를 타고 베이징으로 돌아오던 중 위해를 입었다는 것이다.
또 하나는 마오가 탄 열차가 다리를 지날때 폭파하려고 했으나, 정보기관이 미리 감지하여 마오가 일정을 바꾸어 무사했다는 것이다. 이 당시, 수많은 병력이 마오를 경호하기 위해 10-20m 간격으로 배치되어 철로를 지켰다. 또한 이 병력중에도 암살자가 섞여있을지도 모른다는 의심아래, 모든 병력의 시선은 바깥쪽을 향하도록 하였다.
이런 설들은 서로 모순되기는 하지만, 확실한 것은 1971년 9월 11일 이후 린뱌오과 린의 부하들은 공개석상에 나타나지 않았다는 것이다. 그 당시 많은 수가 홍콩으로 도피하려고 했으나 대부분 실패하였고, 약 20명의 육군 장군들이 체포되었다.
또한 1971년 9월 13일에는 린뱌오와 그의 부인 예췬, 그리고 그의 아들 린리궈와 몇 명의 보좌관들이 비행기로 소련으로 도피하려고 했다는 것이 알려져 있다. 그러나 이 비행기는 몽골에서 추락했고 탑승자 전원이 사망했다.
같은 날 정치국은 비상회의를 소집하여 린뱌오의 혐의에 관한 여러 건을 토의했다. 9월 30일에 린뱌오의 사망이 베이징에서 확인되면서 당초 10월 1일에 열릴 예정이었던 중화인민공화국 국경절(중화인민공화국 건국기념일) 행사도 취소되었다.
린뱌오가 탄 비행기의 추락원인은 수수께끼로 남아 있다. 가랑 유력한 설은 연료가 부족했거나 혹은 갑작스러운 엔진고장이라는 것이다. 또한 비행기가 격추되었다는 설도 있다. 또한 소련측이 이 비행기에 탄 탑승자의 유해를 수거했다는 설도 있다.
어쨌든 린의 쿠데타 기도는 실패했고, 그것으로 그는 정치적으로 몰락했을 뿐만 아니라 자신의 목숨도 잃는 파멸적인 운명을 맞았다.

### 사인방의 대두와 몰락

#### 저우와 덩에 대한 사인방의 적의

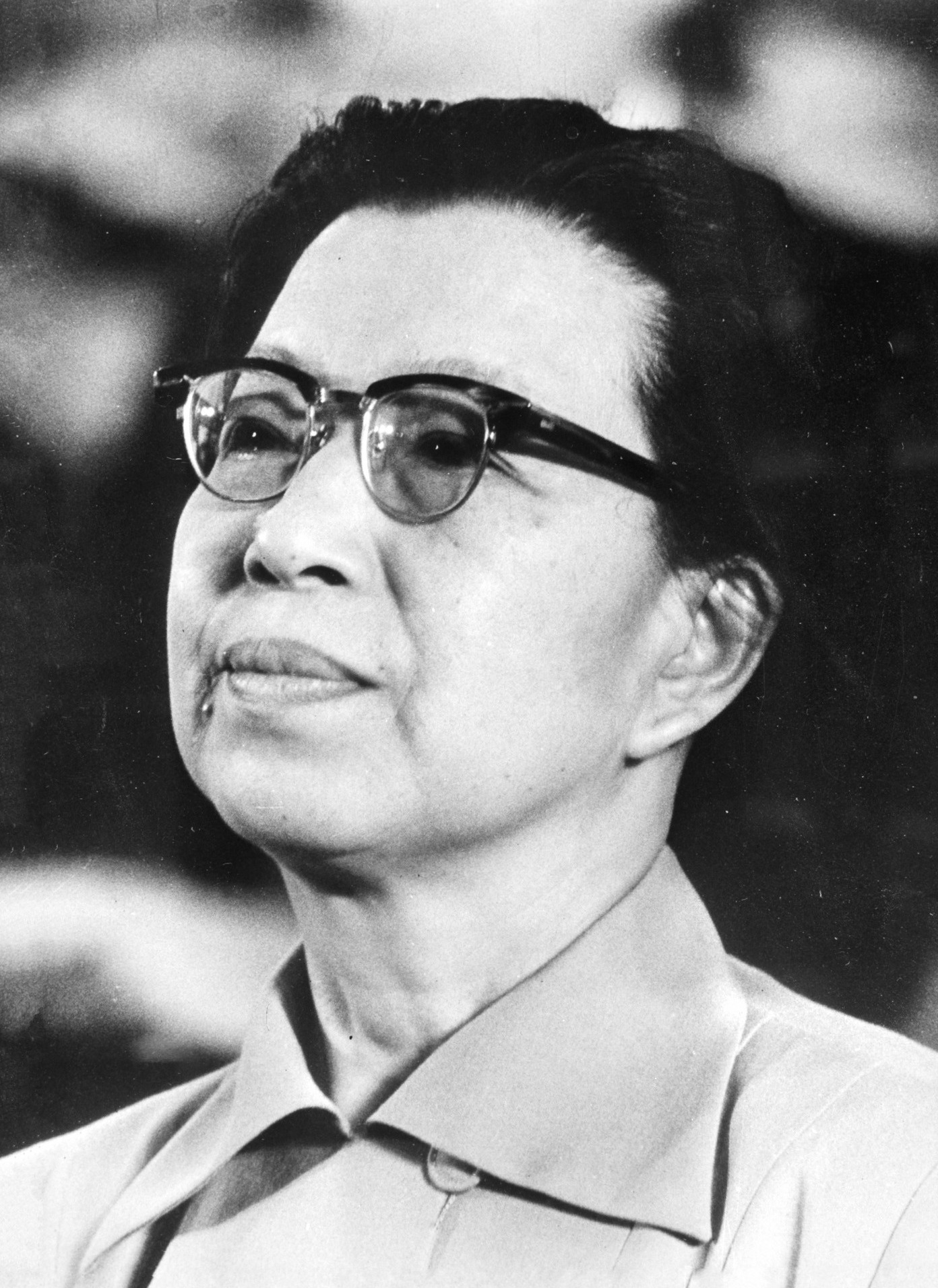
장칭 (마오 쩌둥의 아내)

자신의 가장 친밀한 수하였다고 생각했던 린뱌오의 배신과 몰락 때문에 마오는 후계문제와 당의 앞날에 관해 깊이 근심하게 되었다. 적당한 후보가 없는 상태에서 1972년 9월 상하이의 젊은 당간부였던 왕훙원이 베이징의 중앙정부에 진출하여 두각을 나타내기 시작했다.
그는 빠르게 승진하여 다음해에 공산당의 부주석에 올랐고, 마오의 잠재적 후계자로서 준비를 하기 시작했다. 그러나 같은해에 저우언라이의 건의로, 이전에 실각했던 덩샤오핑이 다시 중앙에 진출하여 부총리에 올라, 정부의 일일 업무를 관장하기 시작했다.
린뱌오의 죽음과 마오의 건강 악화 때문에 장칭과 그녀의 추종자들의 권력은 더욱 커졌다. 장칭은 문화 대혁명의 초반에 방향을 이끌었던 주역이었지만, 린뱌오의 사후 장칭이 정치적 야심을 가지고 있다는 것은 명백해졌다. 그녀는 정치 선동 전문가인 장춘차오와 야오원위안, 그리고 정치적으로 친밀했던 왕훙원과 연합하였다. 이 4명은 후에 "사인방(중국어 간체자: 四人帮, 정체자: 四人幫)" (4사람의 불량배) 이라고 불리게 되었다. 그들은 미디어와 선전망을 장악하였고, 저우언라이와 덩샤오핑이 집행하는 경제정책에 적대감을 드러내었다.
1973년 말, 사인방은 "비림비공"(批林批孔, 린뱌오와 공자를 비판함) 운동을 개시하였다. 이것은 겉으로 내건 목표로는 중국 문화에서 유교적 영향을 제거하고, 린뱌오의 반역행위를 비판하자는 것이었다. 그러나 사실상 이는 저우언라이를 겨눈 운동이었다.
사인방은 저우를 《포스트-마오》 이후 후계구도에서 가장 큰 잠재적 위협으로 보았다. 이 운동에서 저우언라이의 이름은 직접적으로 거론되지 않았지만, 사인방은 역사적 인물인 주나라의 주공(周公)을 자주 비판하였는데, 이것은 저우(周)씨였던 저우언라이를 은유한 것이라고 생각되었다. 그러나 대중은 대체로 쓸데없고 파괴적인 정치적 운동에 식상하게 되었고, 이에 거의 관심을 기울이지 않았다. 그리하여 이 운동은(저우언라이를 실각시키려는) 목표를 달성하는데 실패하였다.
사인방은 미디어를 장악했지만, 덩샤오핑이 경제 정책의 집행을 통해 실세로 떠오르는 것을 저지할 수는 없었다. 덩은 당의 분파운동에 대해 명백히 반대했으며, 그는 당의 단합이 효과적인 생산활동의 전제 조건임을 주장하였다. 그러나 마오는 덩의 정책이 "우파의 복권운동"이라고 칭했다.
문화 대혁명 전체의 명성이 덩의 정책때문에 금이 갈 위기에 처하자, 마오는 1975년 12월 덩에게 자아비판서를 쓰도록 하였다. 이것은 사인방으로부터 칭송을 받았다.

#### 마오의 사망, 사인방의 체포 및 문화 대혁명의 종말
1월 8일, 저우언라이는 방광암으로 사망하였다. 다음날 베이징의 인민영웅비 앞에서는 이를 추모하는 인파가 몰려들기 시작했다. 이런 사건은 전대미문의 사건이었다. 1월 15일, 저우의 장례식이 열렸고, 저우에 대한 폭넓은 인민들의 존경심때문에 추모열기는 전국을 휩쓸었다.
사인방은 이것이 정치적인 파고로 변모하지 않을까 우려하기 시작하였다. 그들은 자신들이 장악한 미디어를 통해 추모열기에 제한을 가하기 시작했다. 그리하여 검은 옷이나 하얀 조화 및 다른 조문행위에 대해 제한을 가했다. 그 자신도 심하게 와병 중이었던 마오를 제외한 모든 중국의 고위인사가 참석한 가운데, 덩샤오핑은 공식적으로 저우의 추모사를 낭독했다.
2월, 사인방은 최후로 남은 정적인 부총리 덩샤오핑을 공격하기 시작하였다. 저우의 죽음 이후 마오는 사인방중에서 총리를 선발하지 않고, 그때까지 잘 알려지지 않았던 화궈펑을 총리로 임명하였다.
4월 5일은 중국의 전통 명절인 청명절이었고 돌아가신 조상에 대한 추모를 행하는 날이었다. 군중들은 3월 말부터 톈안먼 광장에 모여 저우언라이를 추모하기 시작했다. 동시에 그들은 전횡을 일삼는 사인방에 대해 분노를 표출하기 시작했다. 점차 많은 군중이 여기에 가담하였고, 사인방을 규탄하는 포스터나 격문이 발표되었다. 4월 5일, 수십만의 인파가 텐안먼 광장에 집결하였고, 이 군중은 비폭력 항의 시위로 변하였다. 사인방은 중앙위원회의 이름으로 공안이 이를 해산시키도록 명령했다.
그들은 텐안먼의 시위대는 덩샤오핑의 지도 하에서 "소수의 우파 반혁명 분자"의 책동에 의한 것이라고 주장하며, 전국적인 미디어를 통해 이를 규탄하였다. 4월 6일 중앙위원회 회의에서 장춘차오는 개인적으로 덩을 공격했고, 덩은 모든 직위를 박탈당하고 가택연금되었다.
1976년 9월 9일, 마오쩌둥이 죽었다. 문화 대혁명 동안 형성된 마오의 이미지는 대중과 항상 함께한 이상적 인물이었다. 많은 이들에게 있어 마오의 죽음은 중국 사회주의의 상실을 상징화하는 것이었다. 중앙위원회의 통지문으로 9월 9일 오후 그의 죽음이 발표되었을때, 모든 사람이 슬픔에 잠겼고 추모열기에 쉽쌓였다. 거리에서는 통곡하는 사람들로 넘쳐났고, 공공기관은 1주일 넘게 문을 닫았다.
사망 직전에, 마오는 화궈펑에게 "당신이 맡는다면, 나는 안심이다"라는 쪽지를 넘겼다고 전해진다. 이것은 화궈펑을 당의 새로운 주석으로 등극하는 것을 정당화하였다. 이 사건 이전에는, 화는 정치적 기술이나 야망이 부족한 인물로 널리 알려졌져 있어서, 사인방이 마오를 계승하는데 별로 위협이 될 것이라고는 생각되지 않았다.
그러나 예젠잉과 같은 유력한 군지도자와 비록 몰락했지만 당에 대한 영향력을 가지고 있던 덩샤오핑, 그리고 인민해방군의 지지아래서 화궈펑은 사인방의 체포를 명령하였다. 10월 10일, 8341 특수연대는 사인방 전원을 체포하였다. 역사적으로는 이것을 문화 대혁명 시대의 종말로 간주한다.

### 이후 상황 전개와 덩샤오핑의 집권

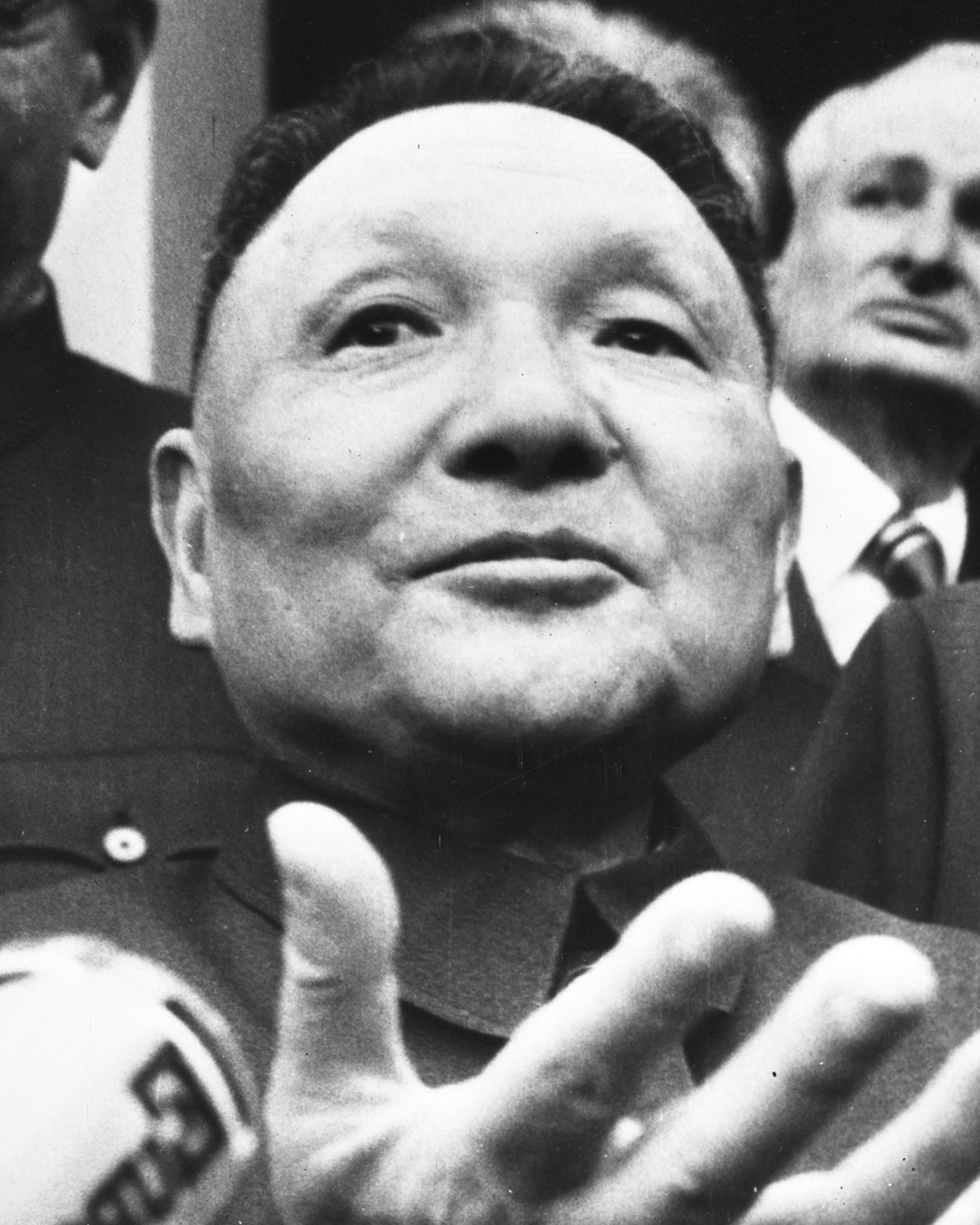
덩 샤오핑 (1976)

화궈펑은 공식적으로 사인방을 비판하고, 그들을 체포하였지만, 그도 마오의 이름을 빌어 마오 시대의 정책을 옹호하였다. 그는 "양개범시"(兩個凡是)(마오쩌둥이 '결정한 것'과 '지시한 것' 두 가지는 무엇이든 옳다)라는 구호를 외치며, 마오 주석이 행한 정책은 모두 옳고, 이는 계속되어야 한다고 주장하였다. 덩샤오핑과 마찬가지로 화궈펑의 목표도 문혁으로 야기된 상처를 치유하는 것이었다. 그러나 좀 더 실용적이었던 덩과는 달리 화는 1950년대 소련의 계획경제를 모델로 한 정치경제 구조를 선호하였다.
화궈펑의 정무에는 재야에 있던 덩샤오핑의 도움이 필수적임은 명백해졌다. 비록 사인방에 의해 당에서 축출되었지만, 덩샤오핑은 당내에서 두터운 신망을 얻고 있었다. 10월 10일, 덩샤오핑은 개인적으로 화궈펑에게 서한을 보내 자신을 복권, 복직시켜줄 것을 요구하였다. 당시 정치국 상무위원이었던 예젠잉은 덩이 정무원에 복직되지 않으면 자신이 사임하겠다고 화궈펑을 닦달했다는 설이 있다. 증가하는 압력하에서 1977년 7월 화궈펑은 덩을 다시 정무원으로 복직시켜 부총리에 임명하였고, 당직도 복원시켜주었다.
이것으로 덩은 화궈펑에 뒤이은 제2의 실력자가 되었다. 8월 제11차 중앙위원회가 베이징에서 열려, 정치국 상무위원으로 화궈펑, 예젠잉, 덩샤오핑, 리셴녠, 왕동싱이 이 서열순으로 선출되었다.
1978년 5월, 덩은 자신의 피후견인인 후야오방을 더 승진시킬 기회를 잡았다. 후는 "광명일보(光明日報)"에 기고하면서 마오쩌둥의 어록을 인용하여 덩의 이론을 치켜세웠다. 이 기고문이 발표된 후, 후와 덩의 지지는 확산되었다. 7월 1일, 덩은 대약진운동에 관한 마오의 자아비판서를 공개하였다. 덩은 지지기반을 넓혀가다가 1978년 9월부터 공개적으로 화궈펑의 "양개범시" 정책을 비판하였다.
1978년 12월 18일, 중국공산당 제11차 중앙위원회의 제3차 전체회의가 열렸다. 이 회의에서 덩은 "사상의 해방"이 바람직하며, 당과 국가는 "실사구시"로 운영되어야 한다고 말했다. 화궈펑은 자아비판을 하고, "양개범시"는 자신의 과오였다고 말했다. 예전에 마오의 추종자였던 왕둥싱도 비판받았다. 이 총회에서 청명절에 열렸던 텐안먼 사건도 공식적으로 복권되었다. 또한 유배중 사망한 류샤오치의 뒤늦은 국장도 치러졌다.
1980년에 열린 제11차 중앙위원회의 제5차 전체회의에서는 문혁기간에 숙청된 펑전, 허룽 및 다른 고위 인사들에 대한 정치적 복권이 행해졌다. 후야오방은 당총서기가 되었고, 또다른 덩의 피후견자인 자오쯔양도 중앙위원회에 들어왔다. 이 해 9월 화궈펑은 사임하고, 총리직은 자오쯔양이 계승하였다. 덩은 중앙군사위원회의 의장을 맡았다. 이로써 실용적인 개혁파 지도자로의 권력이동은 완성되었다.

## 영향
문화 대혁명은 직접적으로나 간접적으로 중국인민들 대부분에게 중대한 영향을 끼쳤다. 문화 대혁명 기간 동안, 많은 경제 활동이 "계속 혁명" 활동이 우선이라는 논리 앞에 정지되었다.
문화 대혁명 기간 동안 많은 홍위병들이 베이징으로 몰려왔다. 그런데 이 비용은 모두 정부가 부담했고, 홍위병의 우선적 수송은 철도망을 마비시켰다. 홍위병은 여러 역사적 건물, 공예품, 미술품, 서적을 파괴하거나 불태웠다. 한편 마오쩌둥 어록은 전인민의 성서로 우상화되어 누구나 휴대하여야만 했으며 1967년 12월까지 3억 5천만부가 인쇄되었다.

### 인도 주의적 위기

#### 사망자 수, 학살 행위

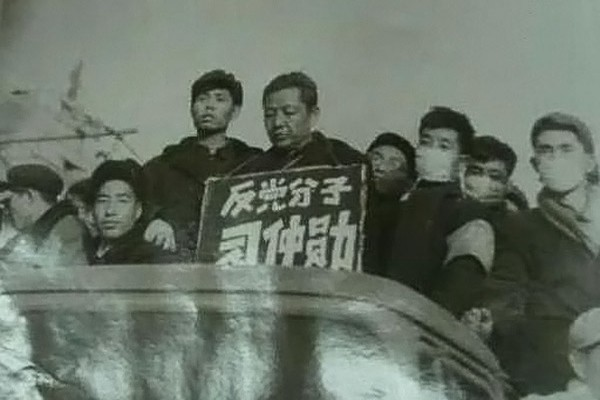
시진핑의 아버지 시중쉰의 "비평 회의"(1967년 9월). 그러나 2012년 말부터 시진핑과 그의 동맹국들은 문화 대혁명의 재난을 경시하려고 시도해 새로운 문화 대혁명에 대한 우려를 불러 일으켰다.

문화대혁명의 추정 사망자 수는 수십만에서 2 천만에 달한다. 학살은 중국 본토 전역에서 일어났다.
- 붉은 8 월 (북경 대학살): 1980년 공식 통계에 따르면 1966년 8월부터 9월까지 총 1,772 명 (많은 학교의 교사와 교장 포함)이 베이징에서 홍위병에 의해 사망했다.[14]
- 광시 대학살: 100,000-150,000 명이 사망했다 (공식 수치).[15][50] 광시 성의 어떤 지역에서는 이런 폭력이 극단적으로 변하여 "계급투쟁"과 "정치혁명"의 이름으로 식인행위까지 일어났다고 한다.[51] 당의 고위 역사가들조차도 문혁 기간 동안 어떤 곳에서는 "반혁명세력"을 학살 후 소화기관과 살점을 익혀먹었다고 인정하고 있다.[52]
- 내몽골 사건: 20,000-100,000 명이 살해당했다. 수십만 명이 체포되고 박해를 받았으며 백만 명이 넘는 사람들이 영향을 받은 것으로 추정된다.[15][53]
- 자오 젠민(赵健民)스파이 사건: 17,000 명이 학살로 사망했고 61,000 명이 평생 불구가 되었다. 130만 8천 7백 명의 사람들이 연루되고 박해를 받았다. 이 사건은 윈난성에서 일어났다.[15][54]

#### 핍박과 가혹 행위
문혁 기간 동안 수백만명의 중국인들이 인권을 유린당하는 참사가 일어났다. 자본주의의 "첩자", "주구(走狗)", "수정주의자"로 몰린 인사는 감금, 강간, 심문, 고문 등을 당하는 것이 예사였다. 재산을 몰수당하고 사회적으로 매장당한 수십만명 또는 그 이상의 인사들이 처형되거나, 굶어 죽거나, 혹사로 죽음에 이르렀다. 또한 수백만명이 강제 이주를 당했다. 어떤 사람은 구타와 폭행을 견디다 못해 스스로 목숨을 끊었다. 덩샤오핑의 아들인 덩푸팡은 홍위병의 구타 때문에 4층 건물에서 뛰어내렸다. 그는 목숨을 건졌으나, 신체장애인이 되어 휠체어에 몸을 의지하였다.

#### 주요 희생자

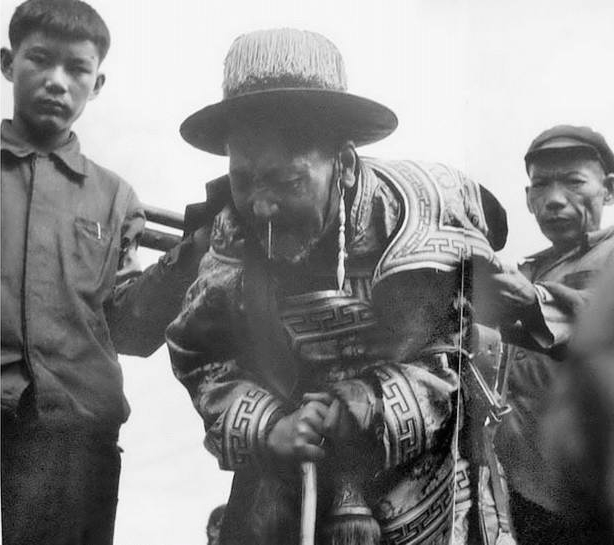
1973년 사망 한 티베트 장군 삼포 체왕 리진(桑颇·才旺仁增)에 대한 박해.

- 라오서 : 작가, 전 중국 마르크스주의 소설가, 사인방의 핍박을 받고 자살.
- 슝스리 : 유학자, 전 중화민국 저장 대학 출강 강사, 핍박을 받고 절식하여 자살.
- 리리싼 : 중국 마르크스주의 정치가, 1920년대 중국 공산당의 지도자, 마오쩌둥의 비판의 대상이 되자 음독 자살.
- 톈한 : 중화인민공화국 국가인 의용군 행진곡의 작사자, 사인방이 가사를 문화대혁명의 극좌 이상에 맞게 고쳐서 새로운 국가를 발표해서 부르게 하면서 핍박을 받고 병사.
- 허룽 : 전 중공 인민해방군 군인, 원수. 홍위병에 의한 구타 및 폭행 중 병사.
- 주덕해 : 조선족, 연변 조선족 자치주 초대 주장(州長). 문혁 기간 중 박해 당하며 병사.[55]
- 바진 : 중국의 전 아나키스트이자, 마르크스주의 작가, 문화대혁명의 기간 동안 매국노이자 반혁명세력으로 매도를 당하면서 마오쩌둥의 문화적 공작 부대 홍위병들에게 둘러싸여 공개적으로 굴욕을 당하고 깨진 유리조각 위에 무릎을 꿇게 하는 가혹 행위를 당하기도 했다. 문혁의 10년 동안 지속적인 감시 하에 자아 비판을 강요당하였으며, 그의 아내는 정권에 의해 의도적으로 의료 서비스를 거부당하게 됨으로써 사망한다. 그는 마오의 사망과 사인방의 몰락 이후에야 복권하게 된다.[56]

이 외에도 각계에서 많은 명사가 홍위병의 학대와 핍박에 의해 사망하거나, 그로 인한 병사, 혹은 이를 견디다 못한 자살을 하였다. 또한 자신의 가족에 의해 고소, 고발되어 처형당하는 일도 발생하였다. 자신의 치부가 가족과 지인에 의해 드러나는 일이 계속되면서 가족, 지인 간의 신뢰도는 추락하고 문화, 사회 면에서 타인을 불신하게 되는 가치관이 확산되기도 하였다.

### 권위 해체와 민주화 요구

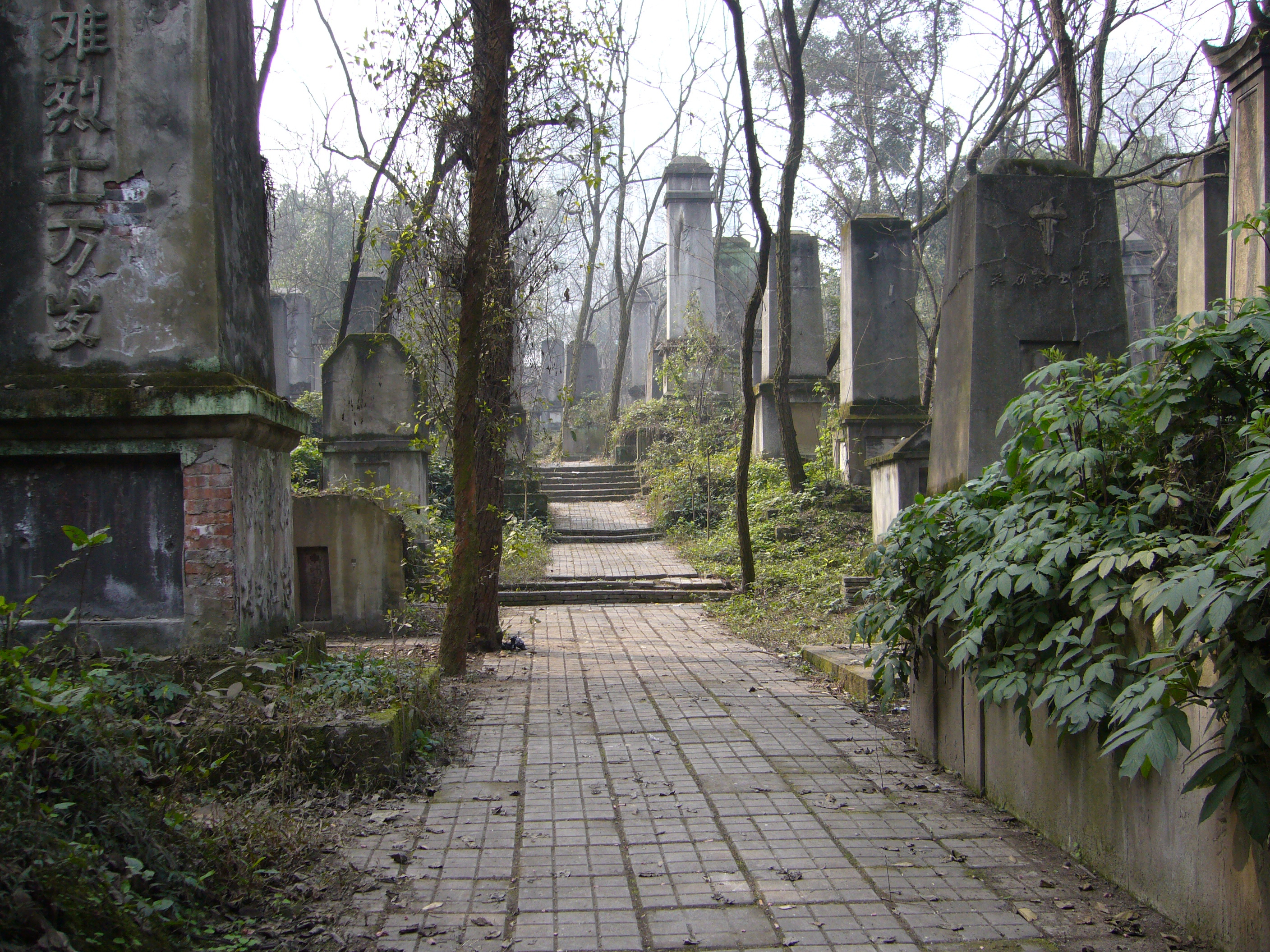
충칭에 있는 문화 혁명 묘지. 격렬한 파벌 충돌로 인해 최소 1,700 명이 사망했으며 400 ~ 500 명의 시신이 묘지에 묻혔다.

홍위병에 참여했거나 간접 체험했던 청년들과 하방 청년들은 부모 세대와 교사들의 타락과 부패, 비리행위를 캐냈다는 자부심이 있어 기존 권위주의에 대한 타협을 거부하는 움직임을 보였다. 이들은 반성을 거부하는 기성세대와 심리적으로 대립하였다.
1970년대 후반에 문혁이 종결되고 4.5 천안문 사건은 명예가 회복되었다. 그 직후에 베이징의 하방 청년들은 차례차례 베이징으로 돌아왔고, 조금도 주저함도 없이 당당하게 중국 정치와 문화의 무대에 올랐다. 청년 정치 활동가들은 덩샤오핑의 경제 근대화에 대해 '정치의 근대화'를 제기했고, 정치의 민주화를 요구했다. 덩샤오핑은 일단 마오쩌둥의 공과 과를 인정하면서 수용하려 하였지만, 탈권위주의적인 행보에는 반대 의사를 밝혔다.
문학 청년들에 의해 '지하 문학'은 지상에 모습을 드러내게 됐다. 그리고 새로운 창작 활동의 열기가 넘쳐났다. 이러한 작품들은 권위주의에 대한 비판과 조롱의 성격도 강하게 나타났다.

### 문화 유적과 전통 유산의 파괴

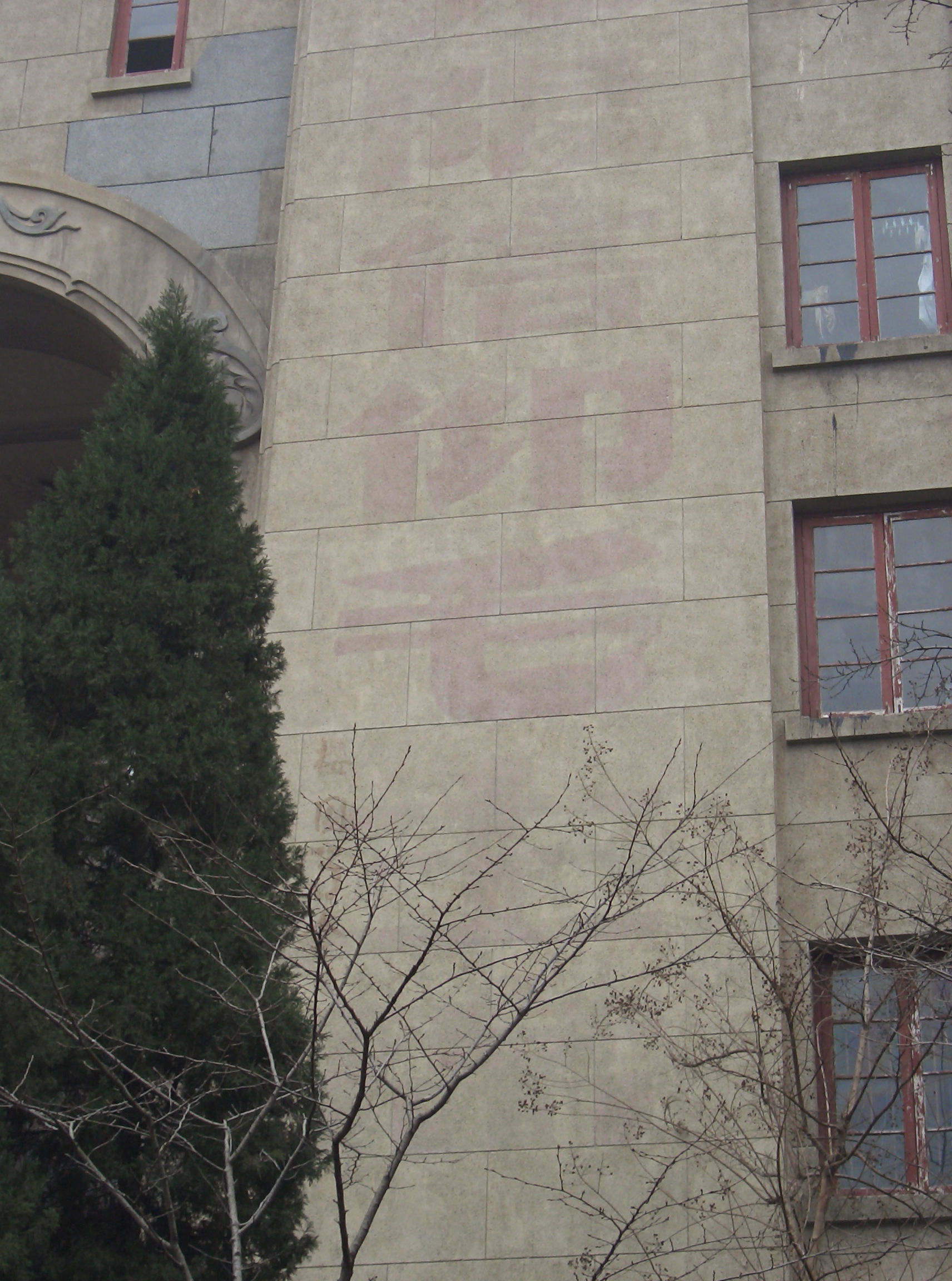
문혁 시기에 홍위병들이 구호 "마오 주석을 무한히 우러르자(无限信仰毛主席)"라고 새겨놓았다가 지워진 흔적을 보이는 우한 대학 건물

문혁 기간 동안 건물, 공예, 서적 등의 중국의 많은 역사적 유산들이 "구시대적 산물"로 간주되어 파괴되었다. 공예품들은 각 가정에서 탈취되거나 혹은 즉석에서 파괴되었다. 얼마나 많이 파괴되었는지 정확한 기록을 산출하기 어렵다. 서양의 목격자들은 중국 역사의 수천년의 문화유산들이 단 10년간의 문혁기간 동안 파괴되었다고 추산한다. 또한 이런 파괴는 인류 역사상 전대미문의 행위였다고 말하고 있다. 중국 역사가들은 문화 대혁명을 진시황의 분서갱유에 비유하기도 한다.
종교에 대한 탄압도 이 기간 동안 심화되었다. 종교는 《마르크스-레닌주의》와 배치되는 것으로 생각되었기 때문으로, 티베트 숨첼링 사원에서는 홍위병들이 몰려와 사찰에 불을 지르고 라마불교 승려들을 쫓아내는 폭력이 일어났다.
문혁 기간 동안 중국의 전통 문화의 지위도 크게 손상되었다. 많은 전통 문화, 예를 들어 점술, 종이 공예, 풍수지리, 중국 전통의례, 음력, 중국고전학(한문), 그리고 음력 원단(1월 1일) 등의 위상이 중국에서 약화되었다. 이 중 어떤 것들은 홍콩이나 타이완, 심지어는 한국 같은 곳에서 살아남아 후에 대륙에서 복원되기도 하였다.

### 교육의 해체와 변화
10년 동안 계속된 문화 대혁명 기간 동안 교육이 마비되었다. 이 당시에 대입시험은 취소되었으며, 대학은 문을 닫았고, 교수들은 농촌이나 공장같이 생산현장에서 노동을 하는 하방(下放)에 처해졌다. 탐욕스러운 자본주의 퇴폐 교육을 가르친다는 이유로 교사들, 대학 교수들이 재판과 정죄의 대상이 되거나 파면, 혹은 사퇴 압력을 받고 물러나기도 했다. 대학 교육은 사인방이 몰락하고도 한참 지난 1979년이 되어서야 다시 재개되었다. 많은 지식인들이 농촌의 노동교화소로 가야만 했으며, 여기서 살아남은 사람들은 바로 중국을 떠나 망명하였다. 문혁기간 동안 도시의 젊은이들은 농촌으로 이주하도록 강요되었고, 그곳에서 모든 정규 교육을 포기한채 공산당의 선전교육만을 받는 일도 있었다. 불필요하고 이론적인 지식을 가르쳐서 청년층의 취직을 방해하고, 인민의 고혈을 쥐어짠다는 이유로 많은 교사들과 대학 교수들이 단죄되기도 했다. 많은 젊은이들이 진학이나 더 이상의 교육을 포기했기 때문에 그들의 학력은 대부분 중학교나 고등학교 교육 수준에 머물렀다.
초창기에는 학부모에게 각종 선물이나 뇌물, 촌지를 받는 교사, 대학 교수들을 색출하여 조리돌림하고 처벌하는 것에서 시작되었다. 그러나 일부 학생 홍위병들과 청년들이 반감을 품은 교사, 대학 교수에 대한 사사로운 원한 보복 등의 악순환도 더러 등장하였다. 많은 생존자들이나 목격자들의 증언에 의하면 보통사람보다 조금이라도 특별한 능력이나 기술이 있는 사람은 "계급투쟁의 대상"이 되었다고 술회했다. 덩샤오핑 지지자나 서방측 목격자들은 이러한 현상이 부적절한 교육을 받은 사람들로 가득 찬 세대를 산출했다고 결론내렸다.
그러나 이런 현상은 지역별로 다양하게 나타나었다. 그리고 1980년대에 이르기까지 문맹율은 측정되지 않았다. 전장 구의 몇 개 현에서는 문혁이후 20년이 지난 이후에도 문맹율이 41%나 되었다. 중국지도자들은 처음부터 어떠한 문맹문제도 부인해왔다. 이 결과는 자격있는 교사들이 문혁기간 동안 제거되어 빚어진 결과이다. 많은 지구에서는 교사가 없어서 선발된 몇몇 학생들이 다음세대를 교육하는 것을 책임졌다.

### 전통 도덕 및 인습의 해체

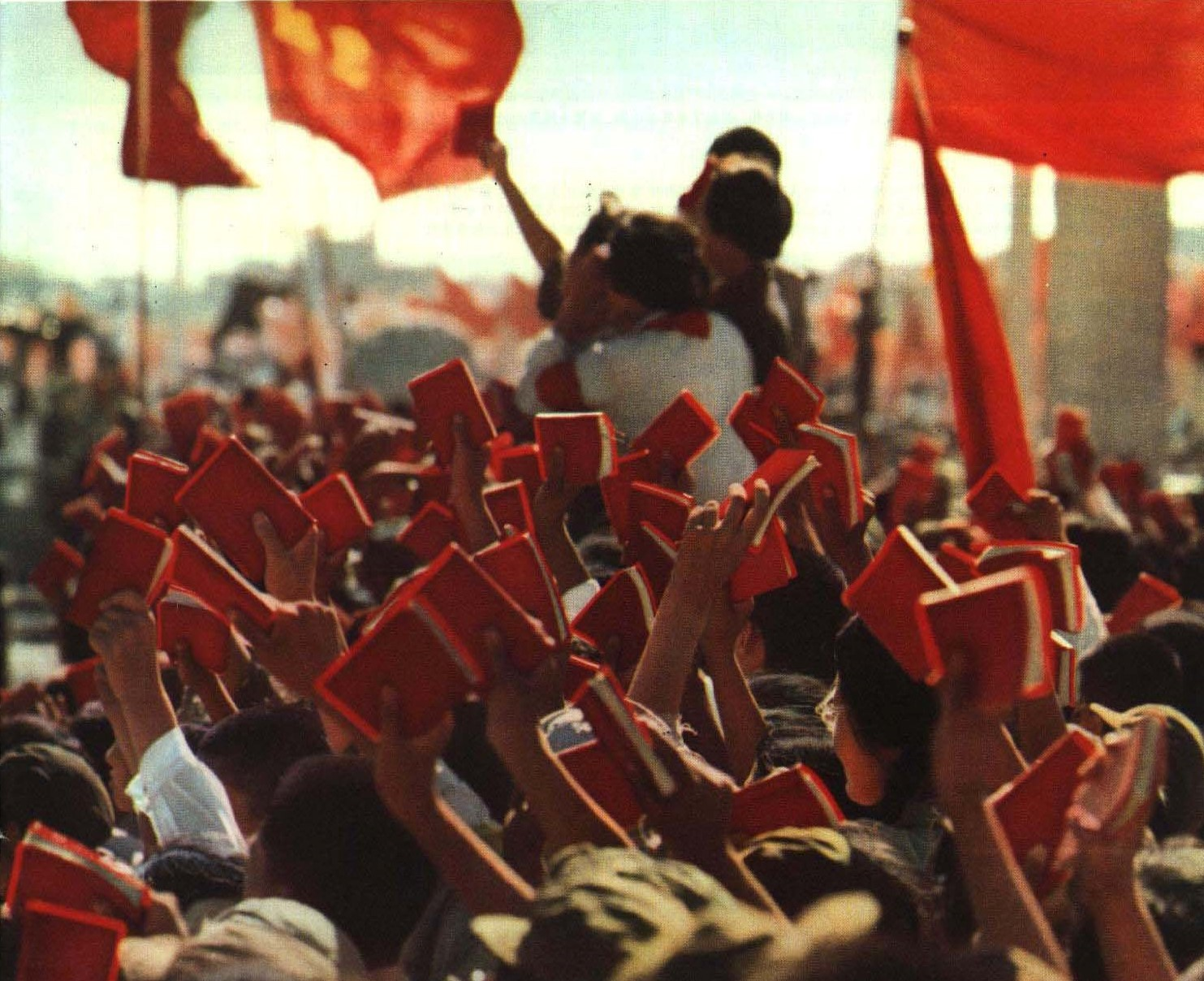
《마오 주석 어록》을 들고있는 많은 사람들(1967).

문혁의 가장 중요한 주체 집단은 좌절을 경험한 젊은 지식인들이었다. 마오쩌둥의 사상은 전통 도덕과 관습을 제치고 중국에서 모든 것들을 이끄는 중심논리가 되었다. 홍위병의 권한은 군, 공안부, 그리고 사법 기관을 넘어섰다. 좌절한 지식인들과 청년들은 이러한 전통을 인습으로 규정하고 자신들의 성공과 지위를 가로막는 장애물로 생각하여, 마오의 사상에 적극 동의하지 않더라도 적극 호응하게 되었다. 중국의 전통 예술과 사상은 무시되었고, 그 자리에 마오쩌둥 사상이 차지하게 되었다.
| “ | 부모는 아마도 나를 사랑할지도 모른다. 그러나 마오 주석만큼은 아니다. | ” |
|   | — "비림비공" 운동 당시, 슬로건 중의 하나                             |   |

홍위병에 가담한 청소년이 자신의 부모나 스승을 반혁명세력이라고 고발하거나 또는 구타하는 일은 흔한 일이었다. 또한 부모와 교사의 부정 부패 및 비리행위를 자녀, 청소년이 고발하는 일도 흔했다. 동시에 쉬쉬해오고 은폐되던 의문의 살인사건, 각종 뇌물 수수 사건, 구타 폭력, 도박, 음란 행위 등이 당의 지원을 받던 홍위병들의 추적과 뒷조사에 의해 드러나면서 이들의 행동은 정당화되었다. 부모와 교사, 기성세대의 타락한 행동은 이들에게 더욱 명분을 주었다. 문혁 지도부는 사람들이 문화적 전통들을 비판하고, 부모와 스승의 가르침을 의심하는 것을 장려하였다. 이것은 전통적인 유교사상에서는 상상도 못할 일이었다. 이것은 "비림비공" 운동 때 더욱 강조되었다.

### 당파적 전쟁
문혁은 또한 공산당 내에서 여러 당파의 내부 권력투쟁을 야기하였다. 이중 많은 것들은 당지도자의 권력투쟁과는 상관없이 지역 당파주의와 사소한 경쟁심이 "혁명"에 관계없이 빚어낸 것이다. 정치적 혼란 때문에, 지방 정부는 존재하더라도 집행력과 안정성이 결여되어 있었다. 서로 다른 당파에 속한 이들은 백주의 거리에서 패싸움을 벌이기도 했으며, 농촌지역에서는 정치적 암살이 흔히 일어났다.
대중은 자발적으로 이러한 당파에 가담했고, 다른 당파에 대한 전투에 참여하였다. 이런 당파 투쟁을 야기한 사상적 차이는 사실 모호하거나 존재하지 않았고, 단지 지역적 권한을 장악하는 것이 대중이 참여한 당파투쟁의 유일한 동기였다.

### 소수민족 탄압 핍박

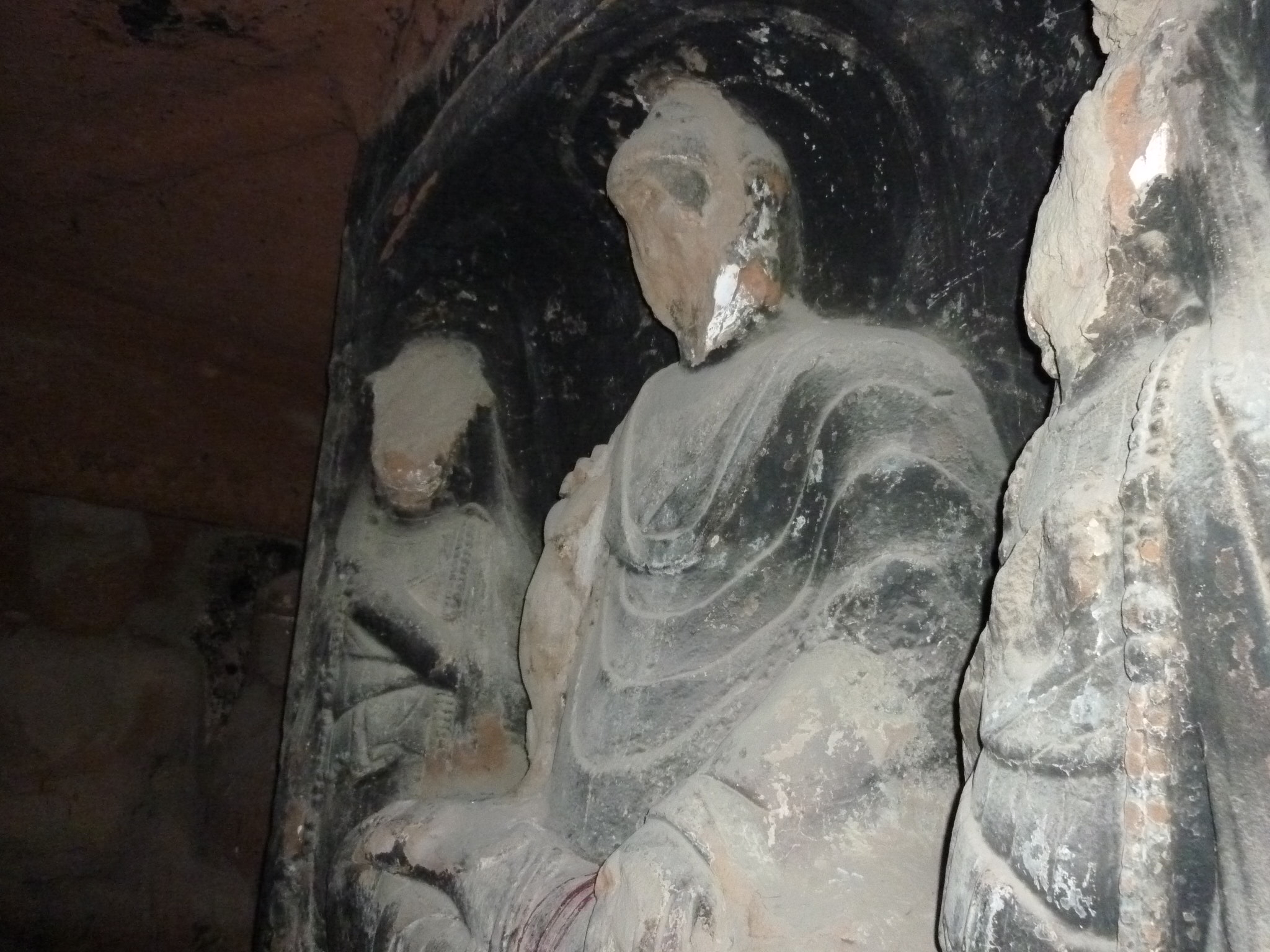
파괴된 티베트 불상.

문혁은 특히 소수민족의 전통 문화에 파괴적이었다. 티베트에서는 티베트인 홍위병도 참여하여 6,000개의 사찰이 파괴되었다. 내몽골에서는 수 십년전 해체된 "내몽골 인민당"의 분리주의자로 지목된 79만명의 인물이 박해받았다. 그중 22,900명은 학살로 사망하고, 12,000명은 장애인이 되었다.
이슬람이 전통종교인 신장 위구르 자치구에서는 위구르인들이 소중히 여기는 꾸란이 불살라지고, 무슬림 이맘이 물감을 뒤집어 쓴 채 조리돌림되었다. 연변 조선족 자치주에서는 조선어로 수업하는 민족학교들이 파괴되었고 족보는 홍위병의 강요도 있었지만, 반혁명 세력으로 몰릴 것을 두려워하여 자발적으로 불살라졌으며, 민족 문화를 보호한다고 지목된 인사들은 핍박 및 학대를 당했다. 윈난성에서는 다이족의 왕의 궁전이 불살라졌다. 또한 1975년 샤덴 사건에서는 인민해방군이 회족 무슬림들을 학살하였는데 희생자 수는 1,600명에 이른다고 한다.

## 평가

### 문혁에 관한 중국공산당의 공식 평가
중국에서는 모든 역사 사건에 대해 중국 공산당의 입장이 역사해석의 기준이 된다. 그리하여 문화 대혁명에 대한 중국공산당의 평가는 현재 중국의 공식입장이라고 볼 수 있다. 사인방의 몰락 이후 집권한 새 정부가 당면한 과제중의 하나는 어떻게 문혁을 보고, 누구에게 책임을 물을 것인가, 또한 어떻게 이 사건을 중국의 복잡한 역사지형에서 다룰 것인가였다.
1981년 6월 27일, 공산당 중앙위원회는 《건국이래의 몇 가지 역사적 문제에 대한 당의 결의(중국어 간체자: 建国以来党的若干历史问题的决议, 정체자: 建國以來黨的若幹歷史問題的決議)》를 발표하여 건국 이후 발생한 여러 사건에 대한 당의 공식 입장을 보여주었다. 이 문건은 "문혁의 좌편향의 과오, 그리고 이러한 과오가 거대한 규모로 장기간 지속된 것에 대한 책임은 마오쩌둥 동지에게 있다"고 명시하였다.
또한 "문화 대혁명은 마오쩌둥의 잘못된 지도하에서 행해졌으며, 이것은 다시 린뱌오 및 장칭 등의 반동세력 등에게 포섭되어 당과 인민에 수많은 재난과 혼란을 범했다"고 밝혔다. 이 문건은 현재 중국 역사 해석의 주된 뼈대가 되고 있다. 그리하여 이후에도 계속 중국공산당에서 발표되는 문건에서는 문화대혁명은 부정적 의미로 쓰이고 있다.
그러나 이 문건은 체제의 정당성을 위해 "문혁의 지도자 마오"와 "혁명의 영웅 마오"를 분리했고, 마오의 개인적 과오를 마오의 사상과도 분리하였다. 그것은 마오가 중화인민공화국 수립에 절대적으로 기여했고, 마오의 사상이 곧 당의 지도 이념이기 때문이었다.
마오를 부정하는 것은 곧 공산당 자신의 존재 근거를 부정하는 것이기 때문에 이러한 분리가 필요했던 것이다. 그리하여 소련에서 스탈린 사후 일어났던 격하운동과는 달리 중국공산당에 있어 마오와 마오 사상의 존재는 부정되지 않았다. 따라서 이 문건은 마오 사상에 근거한 공산당의 일당독재와 공산주의 건설에 정당성을 부여하고 있다.
중국공산당은 이러한 문혁의 총책임자인 마오를 옹호하기 위해 린뱌오나 사인방을 희생양 삼아 실제보다 많은 책임을 전가하고 있다는 설이 있다.
중국에서 마르크스-레닌주의나 마오의 사상은 덩샤오핑의 개방정책에 맞게 해석되어, 현재도 중국공산당의 이념인 "중국 특색의 공산주의"를 정당화하는 근거로 이용되고 있다.

### 문혁에 관한 신좌파의 긍정적 시각
중국공산당 내에서 문혁을 긍정적으로 평가하는 중국 신좌파(新左派)가 생겨났다. 이들은 문혁 기간 동안 산업이 급속도로 성장하였고, 이것이 이후 고도성장을 가능하게 했다고 주장한다. 그들은 후의 역사적 노정을 볼때 마오가 문혁기간 동안 자본주의 지향적인 특권관료제의 폐해를 우려한 것은 옳았다고도 주장한다. 마오쩌둥은 이들과 싸우기 위해 문화 대혁명이 필요하다고 역설했던 것이다. 또한 문혁 기간 동안에 보장되었던 "언론과 결사의 자유"에도 큰 의미를 부여하고 있다.
또한 개방 정책으로 빈부의 격차가 극심해지자 중국의 많은 빈농과 노동자는 문화 대혁명과 마오시대에 대해 좀 더 긍정적인 시각을 갖게 되었다. 가오모보와 같은 빈농 출신 작가는 문화 대혁명이 농촌에 미친 긍정적 영향을 작품에 서술하기도 하였다. 또한 마보 등의 어떤 작가들은 문혁이 기억할만한 가치가 있는 것이라고 주장한다.

### 학술적 논쟁
학자와 학자들은 사건이 왜 그렇게 전개되었는지, 마오쩌둥의 역할, 문화대혁명이 어떻게 시작되었는지, 그리고 그것이 무엇이었는가에 대해 계속해서 논쟁을 벌이고 있다. 이러한 논쟁은 연구자들이 새로운 출처를 탐색함에 따라 수십 년 동안 바뀌었다.
1960년대에 많은 학자들이 마오쩌둥의 구상을 이념적이고 파괴적이라고 일축했지만, 다른 학자들은 평등, 관료주의와 부패에 대한 반대, 개인의 이기심에 대한 그의 관심에 동조했다. 그들은 마오주의를 대중 참여, 대중 비판과 반란의 권리, 새로운 지배계급을 말살하려는 결단에 대한 포퓰리즘적 주장으로 보았다. 그러나 1980년대에 이르러 하버드 대학의 사회학자 앤드류 왈더는 "현장의 여론이 현저하게 바뀌었다"고 썼다. 현장에 있는 대부분의 사람들은 이제 "문화대혁명이 히틀러의 홀로코스트와 스탈린의 대공포에 따른 인간의 재앙, 심지어 역사적 범죄라고 확신하는 것 같다." 왈더는 문화대혁명의 실패가 빈약한 실행, 관료적 방해 공작, 불충성, 또는 오래 지속되는 계급 적대감에서 비롯된 것이 아니라고 주장했다. 일이 마오가 예상한 것과 다르게 나온다면, 이것은 아마도 마오가 자신이 원하는 것을 알지 못했거나 자신이 하고 있는 일을 알고 있었기 때문일 것이라고 왈더는 결론지었다. ... 결과는 마오주의 교리와 목표를 감안할 때 예상해야 했던 것이다."
그럼에도 불구하고, 운동이 많은 모순을 포함하고 있기 때문에 논쟁은 계속되고 있다. 지도자가 이끄는 이 운동은 주로 공산주의 기득권에 대한 일련의 풀뿌리 대중 봉기에 의해 주도되었다. 역사가 Anne F. Thurston은 그것이 "문화와 영적 가치의 상실, 희망과 이상, 시간, 진리, 삶의 상실로 이어졌다"고 썼다. Barnouin과 Yu는 문화대혁명을 "전례 없는 사회적 분열, 대중 동원, 히스테리, 격변, 자의적 잔학, 고문, 살인, 심지어 내전까지 낳은 정치 운동"으로 요약하였다. :217 일부 학자들은 문화대혁명에 대한 주류적 묘사에 도전하고 그것을 보다 긍정적인 관점에서 이해할 것을 제안한다. 가오모보는 이 운동이 수백만 명의 중국 시민, 특히 농업 및 산업 노동자에게 혜택을 주었다고 주장한다.:1그리고 오늘날 중국에서 계속되는 마오주의의 향수를 긍정적인 유산의 잔재로 언급하면서 중국을 평등주의적이고 진정한 포퓰리즘적이라고 본다. :3일부는 의도와 수행을 구분한다. :159 마오쩌둥의 지도력은 운동 초기에 중추적이었지만, 진추는 사건이 진행됨에 따라 마오의 유토피아적 비전에서 크게 벗어났다고 주장한다. :2–3 이런 의미에서 문화대혁명은 실제로 훨씬 더 분권화되고 다양한 운동으로 점차 응집력을 잃어 성격과 목표가 다른 많은 '지역 혁명'을 낳았다. :2–3
학문적 관심은 마오쩌둥의 성격과 운동의 관계에도 초점이 맞춰져 있다. 마오는 자신을 전시 게릴라 지도자로 생각했고, 이로 인해 그는 평시 통치의 관료적 성격을 경계했다. 문화대혁명과 함께 마오는 단순히 "형태로 돌아가고" 있었고, 다시 한번 제도화된 당 관료집단에 맞서 싸우는 게릴라 지도자의 역할을 맡았다. 로더릭 맥파커와 미하엘 쇤할스는 이 운동을 이데올로기적 순수성을 둘러싼 진정한 전쟁 이나 마오의 정치적 경쟁자를 제거하기 위한 단순한 권력 투쟁이 아니라고 묘사한다. :2–3 마오쩌둥의 개인적 동기는 의심할 여지 없이 문화대혁명에 중추적인 역할을 했지만, 그들은 다른 복잡한 요인들이 사건이 전개되는 방식에 기여했다고 추론했다. 여기에는 세계 공산주의 운동과 중국의 관계, 지정학적 우려, 중국과 소련 간의 이념적 균열, 흐루쇼프의 축출, 대약진 운동의 실패가 포함된다. :2–3그들은 그 운동이 적어도 부분적으로는 마오쩌둥이 살아 있는 동안 그의 위신을 높이고 사후 그의 사상의 불변성을 보존하기 위한 목적으로 역사에서 마오의 위치를 확고히 하기 위한 유산 프로젝트라고 결론지었다. :2–3

## 해외의 반응
문화대혁명에 대한 해외의 반응은 당시 소속 정파에 따라 다양했다.

### 중화민국
중화민국의 장제스는 반공 투쟁의 연장선상에서 이 기회를 빌려 문화 대혁명이 중국의 고유한 전통 문화를 파괴하고 있다고 홍보하고, 1966년 11월부터 이에 맞선 "중화문명부흥운동"을 실시하였다. 장제스는 타이완과 홍콩 내의 각종 매체들을 통해, 마오쩌둥은 살인을 숭배하는 극악무도한 공산주의자라고 대대적으로 홍보하고 중화민국은 전통 문화를 보호하고 있는 자유 국가라고 말했다.

### 홍콩
영국령 홍콩에서는 문화 대혁명에 영향받아 1967년 봉기와 친공산 세력의 과격한 정치운동이 이어졌다. 그러나 이들의 과격행위는 홍콩인들이 한 세대 동안 친공산세력을 의심의 눈초리로 보게 하는 결과를 빚었다.

### 대한민국
대한민국에서는 문화 대혁명이 반공 교육을 하는데 좋은 소재로 활용되어 공산주의의 잔인성에 대한 증거로서 자주 언급하는 교육을 했다. 그러나 1970년대의 진보주의 언론인이었던 리영희는 저서 《8억인과의 대화》를 통해 당시 서구의 문화 대혁명에 대한 호의적인 시각을 소개하고 중국의 전통적 지배계급에 대한 인민대중노선, 집단적 권위주의에 대한 해체 운동 등에 대해 역발상적인 견해를 제시하였다. 그러나 이후 리영희는 냉전을 거치며 중국에 대한 새로운 시각을 얻어보고자 하였고 당시 공급된 정보의 제한 때문에 자신은 문혁의 부정적인 면과 홍위병의 잔인한 행태에 대해서 책을 펴낼 당시에는 몰랐다고, 지금은 견해를 수정하였다고 말했다.

### 조선민주주의인민공화국
조선민주주의인민공화국에서는 문화대혁명이 외교와 내치 면에서 큰 영향을 미쳤다. 홍위병은 대자보를 통해 당시 시장 활동에 조금씩 나서려고 했던 김일성 주석을 "수정주의자"로 비판했고 심지어는 월경을 하여 연변조선족자치주를 침입해 자기네 영토로 만들려고 하는가하면 조선민주주의인민공화국에서 반(反) 김일성 봉기가 일어났다는 허위 사실을 유포해 기회를 넘보려하기도 했다. 이에 반발한 조선민주주의인민공화국 정부와 김일성은 한때 혈맹 관계였던 조중 관계를 파기하고 친소 노선으로 기울어졌다. 그러나 김일성 자신도 문화 대혁명을 모방한 운동을 오랫동안 펼치며 주체사상이 조선민주주의인민공화국의 공식 지도 이념이 되어왔다.

### 일본
일본에서는 문화계가 나서 "문화 대혁명 반대"의 성명을 발표하였다. 노벨 문학상 수상자인 가와바타 야스나리를 비롯하여 아베 고보, 미시마 유키오 등의 수백명의 저명한 작가와 예술가들이 이에 대해 항의운동을 벌이고, 중국 당국이 중국의 역대 문화 유산을 보호할 것을 촉구하였다. 그러나 일본에서도 당시 고조되고 있던 학생 운동 세력(전공투 참조)과 노동운동 세력은 문화 대혁명에 영향을 받아 과격화되었다. 일본의 노조 세력과 학생운동 세력의 과격한 운동은 현실의 벽을 느낀 지식인들과 청년들의 호응을 얻어 1980년 일본이 경제위기를 맞이할 때까지 계속되었다.

### 유럽
프랑스를 비롯한 서구에서는 "낡은 것을 타파하자"고 외치는 문화 대혁명에 대한 호의적 시각이 있었다. 그리하여 1968년의 68 혁명 기간 동안 학생들이 홍위병을 본따 "마오쩌둥 어록"을 들고 시위에 나서기도 하였다. 또한 장폴 사르트르와 같은 지식인들도 스스로 마오주의자라고 자칭하기도 했다. 그러나 후에 문화 대혁명이 야기한 파괴와 혼란이 대부분 알려져서 호의적 평가보다는 부정적 평가가 우세하게 되었다.

### 기타
최근까지 전 세계적으로 "마오주의 정당"으로 자칭하는 정치세력이 남아있고, 페루와 네팔에서는 정부를 위협하는 커다란 세력을 형성하기도 했다. 특히 네팔에서는 최근에 이들이 집권당으로 떠올랐다(네팔 공산당). 또한 이들은 "혁명적 국제주의자 운동(Revolutionary Internationalist Movement)"이라는 모임을 만들어 느슨한 연대를 구축하고 있다.

## 같이 보기
- 대자보
- 트로츠키주의
- 정풍운동
- 반우파운동
- 부르주아
- 인민재판
- 반달리즘
- 폐불훼석
- 탈레반
- 이라크 레반트 이슬람 국가
- 1976년 톈안먼 사건
- 사인방
- 마녀사냥
- 린뱌오
- 중앙문화혁명소조
- 분서갱유
- 광시 대학살
- 붉은 8월